# Wereldkampioenschap wegrace 1986
Het wereldkampioenschap wegrace seizoen 1986 was het 38e in de geschiedenis van het door de FIM georganiseerde wereldkampioenschap wegrace.

## Algemeen

### FIM
- Tijdens het najaarscongres van de FIM eind 1985 werd de GP van Zuid-Afrika vanwege de apartheidspolitiek van de kalender geschrapt. Daardoor waren er alleen nog GP's in Europa over.
- In januari was de FIM nog doende een dreigende rijdersstaking af te wenden. De coureurs wilden hogere start- en prijzengelden en lieten zich (onofficieel) vertegenwoordigen door Mike Trimby. Namens de organistoren nam Jaap Timmer aan de besprekingen deel en namens de FIM CCR-voorzitter Luigi Brenni.
- Na het startongeval tijdens de GP van Spanje laaide de discussie over de duwstarts pas echt op, vooral op initiatief van de Amerikaanse rijders, die in eigen land al koppelingsstarts gewend waren. Enkele weken later was het echter Christian Sarron die bekendmaakte dat hij het voortouw zou nemen om de duwstarts afgeschaft te krijgen. Tijdens het FIM-najaarscongres besloot de sportcommissie met een kleine meerderheid om de duwstart af te schaffen.
- Tijdens het najaarscongres van 1986 werd ook besloten de Formule II-klasse te laten vervallen wegens gebrek aan deelnemers.

### Merken/Teams
- Gallina moest het jaar aanvangen met Suzuki's die in het seizoen 1985 al verouderd waren. Sponsor HB bleef, maar de coureurs niet. Franco Uncini beëindigde zijn carrière en Sito Pons zag meer brood in een terugkeer naar de 250cc-klasse. Gallina vond Pierfrancesco Chili en Dave Petersen bereid met de Suzuki RG 500 te rijden.
- HRC-Honda zette in de 500cc-klasse weliswaar veel fabrieksmachines in, maar slechts twee rijders kregen de viercilinder Honda NSR 500: Freddie Spencer en Wayne Gardner. Takazumi Katayama, nu teameigenaar, kreeg een fabrieks-Honda NS 500 driecilinder voor Raymond Roche en een Honda NSR 250 voor Jean-François Baldé. De techische ondersteuning kwam van Helmut Fath. Verder kregen Sito Pons, Toni Mang en Fausto Ricci 250cc-fabrieksracers.
- Het team van sigarettenfabrikant Parisienne trad net als in het seizoen 1985 aan met twee verschillende motorfietsen: Pierre Bolle met de door Jorg Möller ontwikkelde eigen Parisienne-motor en Jacques Cornu met een door Elf Aquitaine en Parisienne gesponsorde Honda RS 250 R productieracer. Halverwege het seizoen rommelde het binnen het team omdat Möller niet tevreden was met de prestaties van Bolle én over het budget voor het volgende seizoen. Hij eiste (omgerekend) ongeveer 500.000 Euro aan extra investeringen.
- Yamaha had een groot aantal fabriekscoureurs, verdeeld over verschillende teams. In de 500cc-klasse reden Eddie Lawson en Rob McElnea voor het Marlboro-team van Giacomo Agostini, Randy Mamola en Mike Baldwin voor het Lucky Strike-team van Kenny Roberts en Christian Sarron voor de Franse Yamaha-importeur Sonauto, gesponsord door Gauloises. In de 250cc-klasse kregen Carlos Lavado en Martin Wimmer fabrieks-Yamaha YZR 250's, af en toe gesteund door testrijder Tadahiko Taira.

### Coureurs
- Ron Haslam kreeg geen nieuw contract bij HRC en tekende voor Serge Rosset, die de revolutionaire ELF 3 ontwikkeld had.
- Marco Lucchinelli verliet het team van Cagiva tijdens de GP van San Marino. Hij reed in de Formule I met een Cagiva, maar in de 500cc-klasse kreeg hij alleen een machine voor de GP des Nations. Zolang Cagiva maar één 500cc-racer had, ging die naar Juan Garriga, maar op de zondag voor de GP van San Marino liet men Niall Mackenzie een machine testen en tijdens de Grand Prix zelf ging de tweede machine naar Vittorio Gibertini en daarmee was voor Lucchinelli de maat vol.
- Niall Mackenzie gooide hoge ogen toen hij vanaf de Britse Grand Prix werd opgenomen in het Heron-Suzuki-team. Hij reed slechts drie 500cc-races, maar eindigde als elfde in het wereldkampioenschap met evenveel punten als Pierfrancesco Chili van het Gallina-Suzuki-team.
- Na een jaar in de 500cc-klasse bij het team van Roberto Gallina keerde Sito Pons terug naar de 250cc-klasse.
- Kenny Roberts leidde als manager het Lucky Strike-Yamaha-team, maar testte - net als in het vorige seizoen - ook de 500cc-Cagiva.
- Christian Sarron blesseerde zich nog voor aanvang van het seizoen toen hij met zijn fabrieks-Yamaha viel op het plein van een chateau, waar hij een feest opluisterde met de perspresentatie van het Sonauto-team. Hij brak een middenhandsbeentje.
- Freddie Spencer was tijdens zijn ziekte in het voorseizoen zes kilo afgevallen en had alle voorjaarsraces (waaronder de Daytona 200) en de voorjaarstrainingen gemist. Toch kwam hij ogenschijnlijk fit naar de GP van Spanje. Hij zette echter al vroeg in de race zijn motorfiets in de pit. Hoewel hij al een behoorlijke voorsprong had opgebouwd had hij te veel last van een peesschedeontsteking. Uiteindelijk ging zijn hele seizoen verloren.

#### Gestopt
- Ricardo Tormo had nog hoop gehad dat hij zou herstellen van de verwondingen die hij bij een testrit had opgelopen en daarna weer te gaan racen, maar mede door interne problemen bij Derbi besloot hij in 1986 teammanager van Autisa te worden.
- Thierry Espié, Franco Uncini en Patrick Fernandez bleken bij aanvang van het seizoen hun carrière beëindigd te hebben.
- Mario Rademeyer kwam ook niet meer aan de start in 1986, maar dat kwam doordat de FIM tijdens haar najaarscongres van 1985 had besloten Zuid-Afrikaanse coureurs uit te sluiten vanwege de apartheidspolitiek.
- In april maakte Karl-Thomas Grässel bekend te stoppen met racen.
- In juni besloot de Japanse coureur Teruo Fukuda zijn carrière te beëindigen.
- Boet van Dulmen maakte tijdens de TT van Assen bekend dat hij zou gaan stoppen.
- Ángel Nieto maakte na de kampioenshuldiging van zijn teamgenoot Jorge Martínez in Imola bekend dat hij zijn carrière zou beëindigen en teammanager zou gaan worden.

#### Overleden
- Op 13 september verongelukte Neil Robinson op het stratencircuit van Scarborough.

### Races
Spanje, Jarama
Door het wegvallen van de Grand Prix van Zuid-Afrika was de Spaanse GP nu de openingsrace van het seizoen. Dat betekende dat de lichtere klassen er vanaf het begin bij waren, want Zuid-Afrika was alleen voor de 500- en de 250cc-klasse bestemd. En dan ook nog alleen voor fabriekscoureurs en kapitaalkrachtige privérijders die de dure reis konden betalen. In Spanje was het zonnig tijdens de drie trainingsdagen, maar op de racedag zakte de temperatuur vijftien graden en viel er lichte regen. De bijna 100.000 toeschouwers zagen de zwanenzang van Freddie Spencer, tweevoudig wereldkampioen in 1985, die na vijftien ronden afstapte met - naar later bleek - een peesschedeontsteking die hem bijna het hele seizoen aan de kant zou houden. De 125cc-race eindigde met uitsluitend Italianen op de eerste vier plaatsen, maar de Spanjaarden eisten het podium voor zich op in de 80cc-race. De 250cc-race werd na een incident bij de start opnieuw gestart. Dat was goed nieuws voor Carlos Lavado, die al in de eerste ronde gevallen was, maar een nieuwe kans kreeg en won. 
Nations GP, Monza
De grote afwezige in Italië was Freddie Spencer, die halverwege de 500cc-race van de Spaanse GP was afgestapt. Er deden vele geruchten de ronde over Spencer, maar teamchef Erv Kanemoto vertelde dat Spencer absoluut had willen komen. Enkele uren voor vertrek had hij in zijn woonplaats een proefrit gemaakt met een 750cc-Honda en daarbij was zijn arm meteen dik geworden. Racen was absoluut niet mogelijk. Zoals gebruikelijk was de organisatie in Italië hier en daar weer rommelig, vooral tijdens de trainingsdagen. Er waren vechtpartijen tussen toeschouwers, een dronken Duitser raakte ernstig gewond toen hij met zijn privé-motorfiets op de oude kombaan was gevallen en in het rennerskwartier werd gestolen, waarvan o.a. Boet van Dulmen het slachtoffer werd. Toen hij zijn valhelm even naast zich neerlegde verdween die en Boet racete met een geleende helm van Alan Carter. Ook gebruikelijk in Italië: de 125cc-klasse reed al op zaterdag, de andere klassen op zondag. In de 80cc-klasse had Derbi duidelijk geen stalorders uitgevaardigd, maar dat had men misschien wel moeten doen. Nu vochten Jorge Martínez en Ángel Nieto om het been waar Stefan Dörflinger (Krauser) uiteindelijk mee heen ging. 
Duitsland, Nürburgring
De Duitse Grand Prix kreeg met een tegenvaller te maken toen bleek dat het asfalt van de nieuwe Nürburgring in twee jaar tijd zover achteruit was gegaan dat er met spoed een nieuwe toplaag moest komen. Dat lukte niet meer helemaal: alleen de ideale lijn werd opnieuw geasfalteerd. Naast deze lijn rijden werd dus gevaarlijk, maar men moest ook hopen dat het niet zou gaan regenen. Tijdens de trainingen bleek al dat de sterkste klassen (250- en 500 cc) de meeste moeite hadden met het gebrek aan grip. De ronderecords uit 1984 werden wel gebroken, maar het verschil was klein. De zijspanrijders reden in Duitsland de eerste Grand Prix van het seizoen. Luca Cadalora (125 cc) en Manuel Herreros (80 cc) scoorden hun eerste overwinningen in het wereldkampioenschap. 
Oostenrijk, Salzburgring
Het Rothmans-Honda-team was blij met de terugkeer van Freddie Spencer, die op donderdag zelfs even trainingssnelste was, maar verloor diezelfde dag Toni Mang, die zijn voet brak. Freddie Spencer scoorde in de 500cc-race echter geen punten, waardoor Honda een slecht weekend had en de kansen op twee wereldtitels vrijwel zag verdampen. Tijdens alle trainingsdagen regende het flink, maar de racedagen (zaterdag en zondag) waren droog, hoewel de 125cc-klasse op zondag nog op een vochtige baan moest starten door een nachtelijke stortbui. Daar hadden de 60.000 toeschouwers echter meer last van, want zij moesten grotendeels op de modderige taluds zitten.
Joegoslavië, Rijeka
In de nacht van donderdag op vrijdag werd het rennerskwartier geteisterd door hevige rukwinden. Afgezien van enkele teams die hun tenten uit voorzorg hadden afgebroken ontstond er voor tienduizenden euro's schade door weggewaaide en vernielde tenden. Op vrijdag nam de wind zelfs nog toe, waardoor de trainingen eerst uitgesteld werden tot de middag en uiteindelijk helemaal werden afgelast. Zo kon er alleen op zaterdag getraind worden en konden alle klassen slechts drie keer veertig minuten trainen. De vaststelling van de trainingstijden ging zoals gebruikelijk in Joegoslavië nogal stroef, want terwijl overal met tijdwaarnemingscomputers van Siemens werd gewerkt, ging het aan deze kant van het IJzeren Gordijn nog met stopwatch, pen en papier. De tijden werden tot twee keer toe herzien. Er gingen dan ook steeds meer stemmen op om deze Grand Prix van de kalender te schrappen. De voorzieningen waren slecht, het verouderde circuit hobbelig en de telefoon- en telexverbindingen slecht. In de races kregen de 500- en de 80cc-klassen de verwachte winnaars, maar de Yamaha-fabriekscoureurs sloegen in de 250cc-klasse de plank mis. Net nu ze de geblesseerde Honda-concurrent Toni Mang de genadeslag konden toebrengen vielen zowel Carlos Lavado als Martin Wimmer en Tadahiko Taira van hun machines. 
Dutch TT, Assen
De TT van Assen maakte deel uit van de TT-speedweek, waarin o.a. ook al races voor het Europees kampioenschap waren gereden. Daardoor kende een aantal rijders de baan al wat beter, want ze kwamen in beide kampioenschappen uit. Omdat er de hele week al getraind en geracet werd kon de Formule I-race al op donderdag gereden worden, terwijl de overige WK-races traditioneel op zaterdag verreden werden. Hoewel het tijdens de EK-races regende, konden alle trainingen en wedstrijden door de WK-rijders droog afgewikkeld worden. 
België, Spa-Francorchamps
De trainingen in België werden onder goede omstandigheden gereden, maar tijdens de racedag regende het. Dat de Honda NSR 500-rijders in de trainingen afstellingsproblemen hadden gehad was daardoor niet zo erg, want alle afstellingen waren nutteloos geworden nu het regende. Behalve een groot aantal valpartijen leverde de natte baan ook enkele verrassende winnaars op: Domenico Brigaglia en de zijspancombinatie Steve Webster/Tony Hewitt scoorden hun eerste WK-overwinningen. De regen zorgde bij veel machines ook voor technische problemen in de vorm van vocht in carburateurs en haperende ontstekingen. 
Frankrijk, Le Castellet
Nadat de regen in België enkele verrassende winnaars had opgeleverd, was alles in Frankrijk, met zonnig weer en 30° weer "normaal". 50.000 toeschouwers zagen Eddie Lawson, Carlos Lavado, Luca Cadalora en Egbert Streuer/Bernard Schnieders hun races winnen. 
Groot-Brittannië, Silverstone
Net als in het seizoen 1985 was het in Silverstone op de zondag noodweer, maar dit keer niet zo erg dat er wedstrijden moesten worden onderbroken of afgelast. Voor de Britten werd het toch een beetje feest, want voor het eerst in de geschiedenis van de Britse Grand Prix won een Brit (Ian McConnachie) een soloklasse. Zo zorgde het slechte weer net als in België voor verrassende winnaars. Wayne Gardner en Dominique Sarron hadden getweeën de 8 uur van Suzuka gewonnen en wonnen nu afzonderlijk hun eigen klasse van de Britse Grand Prix. Didier de Radiguès mocht voor het eerst het 500cc-podium beklimmen en de gebroeders Markus en Urs Egloff stonden voor het eerst op het zijspanpodium. Voor het eerst sinds de 50 cc TT van 1968 reed de lichtste klasse weer een Britse Grand Prix, maar ze werd niet enthousiast ontvangen. De 80cc-klasse werd verbannen naar de zaterdagavond om voor vrijwel lege tribunes te rijden, nadat de zijspanklasse ook al op die dag had gereden. Deze verplaatsing naar de zaterdag werd door de organisatie verklaard doordat wegens een plaatselijke verordening op zondag voor de middag geen enkele motor op Silverstone mocht worden gestart. Dat hield echter geen stand, want op zondag werd naast het WK-programma nog een race voor productiemachines én een internationale zijspanrace georganiseerd. Als men hoopte dat Britse toprijders op die manier tegen de internationale vedetten konden racen kwam men bedrogen uit. De WK-rijders boycotten de internationale zijspanrace allemaal. 
Zweden, Anderstorp
Naast een aantal geblesseerden sloegen meer coureurs de Zweedse Grand Prix over. Men moest een lange bootreis maken om al op donderdag op het dodelijk saaie circuit te trainen en de 250cc-coureurs moesten ook nog eens op zaterdag rijden voor vrijwel lege tribunes. In die neerslachtige sfeer, terwijl het ook nog regende, werd Carlos Lavado wereldkampioen. Hij vierde het door - volgens traditie - met zijn motorpak nog aan in het kleine zwembadje te springen. 's Zondags deed Eddie Lawson hetzelfde toen hij de 500cc-titel gegrepen had. In de zijspanklasse leken de kansen van Steve Webster en Egbert Streuer te vervliegen toen ze allebei puntloos bleven en Alain Michel de race won. Door een fout van de wedstrijdleider werd de definitieve uitslag van de 250cc-race pas uren later bekend, maar voor de winnaar had dat geen gevolgen. 
San Marino, Misano
In Imola reed Jorge Martínez naar zijn eerste wereldtitel in de 80cc-klasse. Verder viel de prestatie van Niall Mackenzie op, die de Skoal Bandit-Heron-Suzuki naar de derde startplaats reed. Daardoor werd hij ook een belangrijke speler in de nieuwe contractbesprekingen, die in Imola al gehouden werden. Veel teams waren geïnteresseerd in Mackenzie, die in de race weliswaar achtste werd, maar wel de beste Suzuki-rijder was. August Auinger won zijn tweede race van het seizoen, maar liet nu ook zien dat hij op een droge baan snel was. Carlos Lavado leek de 250cc-race te gaan winnen, maar hij verviel in een oude gewoonte: in gewonnen positie vallen. Daardoor won Tadahiko Taira zijn eerste Grand Prix. De Grand Prix van San Marino werd gereden bij hoge temperaturen maar ook met veel wind, voor ca. 15.000 toeschouwers. 
Baden-Württemberg, Hockenheim
De Prijs van Baden-Württemberg was eenmalig in het leven geroepen als vervanging van de Grand Prix van Zuid-Afrika. Die was in september 1985 op de kalender gezet, maar tijdens het FIM-najaarscongres wist de Russische afgevaardigde (met steun van alle Oostbloklanden en alle Zuid-Amerikaanse landen) te bewerkstelligen dat Zuid-Afrika en alle Zuid-Afrikaanse motorsporters werden uitgesloten van deelname aan FIM-wedstrijden. De Zuid-Afrikaanse Grand Prix zou op 22 maart het seizoen geopend hebben met de 250- en de 500cc-klasse. Wat dat betreft had men in Hockenheim een wat vreemde vervanger, want juist die twee klassen kwamen niet aan de start. Dat verklaarde waarschijnlijk ook het lage aantal toeschouwers: ca. 10.000. Twee wereldkampioenschappen stonden nog open, maar waren vrijwel beslist: in de 125cc-klasse had Luca Cadalora aan de vierde plaats voldoende en in de zijspanklasse mochten Alain Michel en Jean-Marc Fresc eveneens vierde worden om de titel veilig te stellen.

## Puntentelling
Vanaf 1977 telden alle resultaten mee.
|         | 1e | 2e | 3e | 4e | 5e | 6e | 7e | 8e | 9e | 10e |
| Punten: | 15 | 12 | 10 | 8  | 6  | 5  | 4  | 3  | 2  | 1   |

## 500cc-klasse
Het eerste deel van het 500cc-seizoen werd vooral beheerst door de absentie van Freddie Spencer, die al in de eerste race moest opgeven door - zoals later bleek - een peesschedeontsteking in zijn arm. Spencer probeerde te herstellen met verschillende therapieën, maar liet zich uiteindelijk opereren en miste het grootste deel van het seizoen. Toen duidelijk werd dat hij niet zou terugkeren kwam de druk van het Rothmans-HRC-Honda-team bij Wayne Gardner te liggen, maar hij was niet opgewassen tegen Eddie Lawson, die zeven GP's wist te winnen met zijn Yamaha YZR 500. Suzuki speelde in dit seizoen geen rol van betekenis, terwijl de privérijders die een Honda RS 500 R hadden aangeschaft ook geen potten konden breken. De snelste productie-Honda's hadden geen originele frames: Didier de Radiguès gebruikte een door Alain Chevallier ontwikkeld frame, Ron Haslam de experimentele ELF 3, Boet van Dulmen een frame van Nico Bakker en Shunji Yatsushiro een frame van Mamoru Moriwaki.
Spanje, Jarama
De bliksemstart die men van Ron Haslam gewend was, mislukte in Spanje. Zijn ELF 3 wilde niet aanslaan en Ron was als laatste weg. Freddie Spencer liet er geen gras over groeien. Al na de eerste ronde had hij een enorm gat geslagen en na vijf ronden had hij zes seconden voorsprong op de vechtende Wayne Gardner en Eddie Lawson. Raymond Roche was nog even tweede geweest, maar tegen het enorme aantal viercilinders kon hij zich met de driecilinder Honda NS 500 niet handhaven. De voorsprong van Spencer begon echter terug te lopen. Gardner kwam steeds dichterbij en halverwege de vijftiende ronde reed Spencer de pitstraat in. Hij had helemaal geen gevoel meer in zijn rechterhand en kon dus ook niet meer remmen. Zo kwam Gardner aan de leiding, die hij tot aan de eindstreep wist vast te houden. Lawson werd tweede vóór het Lucky Strike-team met Mike Baldwin en Randy Mamola. Raymond Roche werd de beste driecilinder-rijder: zesde achter Christian Sarron. 
Nations GP, Monza
Opnieuw vond er een (duw)-startincident plaats. Dit keer werd Wayne Gardner van achteren geraakt door Marco Gentile toen zijn Honda NSR 500 niet wilde aanslaan. Hij kon bijna niet meer lopen, maar moest ook meteen de pit in om zijn verbogen schakelpedaal te laten herstellen. Eddie Lawson leidde de race voor Didier de Radiguès, Randy Mamola, Christian Sarron, Raymond Roche, Rob McElnea, Ron Haslam, Juan Garriga, Roger Burnett en Mike Baldwin. Mamola passeerde De Radiguès en ging in de achtervolging op Lawson. Daarachter werd uiteindelijk gevochten door drie man: Sarron, McElnea en Baldwin. Het brandstofverbruik was echter cruciaal: met toestemming van de wedstrijdleiding was er na de opwarmronde bijgetankt, maar Lawson wist toch brandstofbesparend te rijden én Mamola achter zich te houden. Baldwin maakte zijn slechte start goed en werd derde. Ron Haslam en Juan Garriga kwamen ondanks de extra benzine toch met lege tanks stil te staan. Boet van Dulmen reed bij het ingaan van de laatste ronde nog op de negende plaats, maar door het stilvallen van Haslam en Garriga en de val van McElnea werd hij toch nog zesde. Didier de Radiguès kon het tempo door zijn in Spanje gebroken sleutelbeen niet volgen, maar werd toch nog vijfde.
Duitsland, Nürburgring
Didier de Radiguès had een uitstekende start, maar werd in de eerste ronde al achterhaald door Eddie Lawson. Terwijl de belangrijkste concurrenten (zonder de slecht gestarte Randy Mamola) hun posities bevochten ging Lawson ervandoor en na de eerste ronde had hij al een flinke voorsprong op De Radiguès, Wayne Gardner, Christian Sarron, Raymond Roche, Rob McElnea, Mike Baldwin en snelle starter Manfred Fischer, die van de zeventiende startplaats was gekomen. Gardner en Sarron bepaalden het tempo van de achtervolgers, dat McElnea en De Radiguès niet konden volgen. Fischer was met zijn productie-Honda RS 500 R toen al afgehaakt. Gardner, die met pijnstillende injecties reed, had moeite zich staande te houden tussen Sarron en Baldwin. Drie ronden voor het einde sloeg Sarron een klein gaatje, maar een ronde later viel hij doordat hij te veel gas gaf. Gardner wist toch tweede te worden voor Baldwin, McElnea, De Radiguès en de slecht gestarte Mamola. Vrijwel alle 500cc-coureurs klaagden na afloop over de gladde baan, mede door de hoeveelheid rubber die de zijspannen hadden achtergelaten.
Oostenrijk, Salzburgring
Christian Sarron kon door zijn blessure geen duwstart maken, maar hij kreeg toestemming om vanaf de laatste plaats te starten en zich door een monteur te laten aanduwen. Freddie Spencer kon nog steeds snel starten en hij was als eerste weg, maar werd al snel ingehaald door Eddie Lawson. Spencer volgde vier ronden lang, maar toen moest hij de pit opzoeken om een bout van zijn stuurdemper te laten vervangen. Daarmee was zijn race voorbij, want hij kwam met een ronde achterstand weer op de baan. Wayne Gardner reed op dat moment op de tweede plaats, maar om de derde plaats werd gestreden door Mike Baldwin en de als laatste gestarte Christian Sarron. Ook Randy Mamola had een slechte start gehad, maar hij reed een goede inhaalrace en werd zelfs nog derde, achter Lawson en Gardner, maar voor Sarron en Baldwin.
Joegoslavië, Rijeka
Hoewel Raymond Roche even de leiding in de race nam, werd al snel duidelijk dat zijn driecilinder Honda NS 500 niet opgewassen was tegen de viercilinders. Eddie Lawson passeerde hem als eerste en nam meteen een flinke voorsprong op de rest van het veld. Men moest zich dus concentreren op het gevecht om de tweede plaats tussen Wayne Gardner en de slecht gestarte Randy Mamola. Die laatste had dus eerst een inhaalrace moeten rijden om vooraan te komen en leverde een spannend gevecht met Gardner, dat hij in zijn voordeel wist te beslissen. Rob McElnea verwees Christian Sarron naar de vierde plaats, maar uiteindelijk moest Sarron ook het hoofd buigen voor Mike Baldwin. 
Dutch TT, Assen
Ron Haslam maakte weer zijn bekende bliksemstart, waardoor voor het eerst de experimentele ELF 3 aan de leiding van een race kwam. Eddie Lawson en Randy Mamola startten slecht en Wayne Gardner's Honda klom zowel in de eerste als de tweede versnelling in de ketting, zodat hij even het gas dicht moest draaien om het voorwiel op de grond te krijgen. Toch wist Gardner meteen naar de vierde plaats door te stoten, terwijl Lawson op de negende plaats aanremde voor de Stekkenwal. Die nam hij te ruim, waardoor hij in het gras terecht kwam, viel en zijn race beëindigde. Haslam ging als eerste de tweede ronde in, maar zijn achtervolger Raymond Roche werd toen al gepasseerd door Gardner. Die nam nog in diezelfde ronde de leiding, terwijl ook Rob McElnea al snel aansloot, gevolgd door Mamola in Mike Baldwin. Zo moesten de driecilinderrijders Haslam en Roche het hoofd buigen voor de sterkere viercilinders. Mamola volgde lange tijd Rob McElnea, maar toen die gat met Gardner niet dichtreed passeerde hij hem in de zevende ronde om Gardner tot op 1,4 seconde te naderen. Dat was halverwege de race, maar Gardner bouwde zijn voorsprong uiteindelijk toch weer wat uit en won voor Mamola. McElnea moest de derde plaats nog afstaan aan Baldwin, nadat in de laatste ronde een meeuw tegen zijn radiateur gevlogen was waardoor de motor te warm werd. 
België, Spa-Francorchamps
Al in de opwarmronde van de 500cc-klasse kwam Kevin Schwantz in La Source ten val, maar ondanks de pijn ging hij toch van start. In de vierde ronde viel Ron Haslam, in de zevende ronde ook Paul Lewis en in de negende ronde Raymond Roche. Randy Mamola had geen problemen. Hij leidde de race van start tot finish, gevolgd door Eddie Lawson, die geen risico's wilde nemen en aanvankelijk ook Mike Baldwin, tot die in de tiende ronde viel. Dat kwam mogelijk door de druk van Christian Sarron, die zijn reputatie als regenrijder waarmaakte nadat zijn machine in het begin op twee cilinders had gelopen. Intussen voerde Kevin Schwantz een schrikbewind door zijn wilde rijstijl, waarbij hij Mile Pajic van de baan reed. Schwantz kreeg juist bewondering van Boet van Dulmen, die had gewild dat hij nog jong genoeg was om er een dergelijke rijstijl op na te houden. Die bewondering werd wellicht nog groter toen de artsen na de race vaststelden dat Schwantz bij zijn val in de opwarmronde een sleutelbeen had gebroken. Pajic kwam de schrik teboven en werd zelf achtste, waarmee hij zijn eerste WK-punten scoorde.
Frankrijk, Le Castellet
2½ uur moest het publiek zichzelf vermaken tussen de zijspanrace en de 500cc-race, maar men kon dat doen door de Alpenetappe Gap-Serre Chevalier van de Tour de France te volgen. Na de opwarmronde bleek de koppeling van Randy Mamola niet goed te functioneren en snel werden er nieuwe koppelingsplaten gehaald. Het vervangen kostte slechts enkele minuten, maar met twee Fransen op de eerste startrij was de organisatie niet van plan Mamola die tijd ook te gunnen, zelfs niet na een pauze van 2½ uur. Enkele seconden voor de Yamaha gerepareerd was werd er gestart, met Mamola als laatste, maar Christian Sarron kreeg zijn machine bijna niet aan de praat en zat vlak voor hem. Aan de kop van het veld reed snelle starter Ron Haslam, maar hij werd al snel gepasseerd door Raymond Roche, Wayne Gardner en Eddie Lawson. In de tweede ronde had Lawson de leiding al overgenomen en Roche, die hem probeerde te volgen, kwam ten val. Gardner ging samen met Rob McElnea achter Lawson aan, maar had problemen met de bokkige Honda NSR 500. Zijn achterband versleet erg hard en hij viel terug naar de vijfde plaats. Intussen was een ontketende en woedende Mamola aan zijn inhaalrace begonnen, maar ook Christian Sarron kwam naar voren. Nadat McElnea een fout maakte kwam Mike Baldwin op de tweede plaats terecht, maar hij legde het af tegen Mamola, die tweede werd, en Sarron, die als derde eindigde. 
Groot-Brittannië, Silverstone
Voor de race stelde Christian Sarron alles in het werk om niet van start te gaan vanwege het barre weer, maar dat was in 1985 ook goed gegaan en daarom kreeg hij nul op rekest. Manfred Fischer had vanaf de derde startrij een bliksemstart, maar Paul Lewis viel hard bij Maggotts en de organisatie, die leergeld had betaald met de dodelijke ongevallen van Norman Brown en Peter Huber in 1983, vlagde de race onmiddellijk af. Voor de herstart vroeg Randy Mamola of hij aangeduwd mocht worden, want hij had bij de eerste start al veel pijn gekregen. Tijdens de training was hij gevallen en had daarbij een breukje in zijn schouder opgelopen. Zijn collega's hadden geen bezwaar, maar de wedstrijdleiding wel. Zo was het niet verwonderlijk dat Mamola - evenals Sarron - bij de start slecht weg kwam. Fischer startte opnieuw als snelste, maar hij werd meteen opgeslokt door de snellere rijders en reed een anonieme race. Dat deed Wayne Gardner niet. Na de eerste ronde had hij al twee seconden voorsprong en hij won de race onbedreigd. Achter hem moest Eddie Lawson het hoofd buigen voor Didier de Radiguès, die had gehoopt op regen zodat het gebrek aan vermogen van zijn Honda RS 500 R-motor geen grote rol zou spelen. Lawson ging halverwege de race steeds langzamer, waardoor ook teamgenoot Rob McElnea aan zijn achterwiel kwam. Die ging hem echter niet voorbij en Lawson's machine kreeg weer meer snelheid, waardoor hij tot het achterwiel van De Radiguès wist te komen. Hij wilde echter geen risico's nemen en nam genoegen met de derde plaats. Sarron en Mamola werkten zich intussen door het hele veld naar voren, waarbij Sarron ten val kwam. Mamola kwam tot de vijfde plaats, voor Raymond Roche, die nog steeds moeite had met zijn nieuwe Honda NSR 500. 
Zweden, Anderstorp
Didier de Radiguès mocht een paar ronden op kop rijden in Zweden, maar toen werd hij gepasseerd door Eddie Lawson en Wayne Gardner. Lawson's Yamaha was duidelijk sneller, maar Gardner wist lang bij te blijven door heel laat te remmen. In de 22e ronde moest hij echter afhaken omdat er een groepje achterblijvers ingehaald moesten worden. Daarmee was de strijd om de koppositie voorbij. Die om de derde plaats werd beslist toen Mike Baldwin Rob McElnea passeerde. Randy Mamola, die met zijn gebroken schouder alleen naar Zweden was gekomen omdat hij nog kans maakte op de tweede plaats in het wereldkampioenschap, werd slechts achtste. Lawson had nu negentien punten voorsprong op Gardner en was daarmee zeker van de wereldtitel. 
San Marino, Misano
Wayne Gardner startte in Imola veel beter dan Eddie Lawson en bouwde zelfs een voorsprong van vijf seconden op. Lawson moest intussen Didier de Radiguès, Raymond Roche en teamgenoot Rob McElnea passeren, maar na zes ronden was hij al tweede en in de twintigste ronde nam hij de leiding. Hij bouwde zelfs nog een voorsprong van bijna tien seconden op. Gardner op zijn beurt finishte negen seconden voor Randy Mamola, die nog steeds niet helemaal fit was en de hele race in gevecht was geweest, eerst met Rob McElnea en later met zijn eigen teamgenoot Mike Baldwin. 

### Uitslagen 500cc-klasse
|    | Datum       | Race                    | Circuit           | 1e            | 2e                 | 3e               | Poleposition    | Snelste ronde |
| -- | ----------- | ----------------------- | ----------------- | ------------- | ------------------ | ---------------- | --------------- | ------------- |
| 1  | 4 mei       | GP van Spanje           | Jarama            | Wayne Gardner | Eddie Lawson       | Mike Baldwin     | Freddie Spencer | Wayne Gardner |
| 2  | 18 mei      | Nations GP              | Monza             | Eddie Lawson  | Randy Mamola       | Mike Baldwin     | Eddie Lawson    | Mike Baldwin  |
| 3  | 25 mei      | GP van Duitsland        | Nürburgring       | Eddie Lawson  | Wayne Gardner      | Mike Baldwin     | Eddie Lawson    | Eddie Lawson  |
| 4  | 8 juni      | GP van Oostenrijk       | Salzburgring      | Eddie Lawson  | Wayne Gardner      | Randy Mamola     | Eddie Lawson    | Eddie Lawson  |
| 5  | 15 juni     | GP van Joegoslavië      | Rijeka            | Eddie Lawson  | Randy Mamola       | Wayne Gardner    | Randy Mamola    | Eddie Lawson  |
| 6  | 28 juni     | Dutch TT                | Assen             | Wayne Gardner | Randy Mamola       | Mike Baldwin     | Eddie Lawson    | Wayne Gardner |
| 7  | 6 juli      | GP van België           | Spa-Francorchamps | Randy Mamola  | Eddie Lawson       | Christian Sarron | Eddie Lawson    | Randy Mamola  |
| 8  | 20 juli     | GP van Frankrijk        | Le Castellet      | Eddie Lawson  | Randy Mamola       | Christian Sarron | Eddie Lawson    | Eddie Lawson  |
| 9  | 3 augustus  | GP van Groot-Brittannië | Silverstone       | Wayne Gardner | Didier de Radiguès | Eddie Lawson     | Wayne Gardner   | Eddie Lawson  |
| 10 | 10 augustus | GP van Zweden           | Anderstorp        | Eddie Lawson  | Wayne Gardner      | Mike Baldwin     | Wayne Gardner   | Eddie Lawson  |
| 11 | 24 augustus | GP van San Marino       | Misano            | Eddie Lawson  | Wayne Gardner      | Randy Mamola     | Eddie Lawson    | Eddie Lawson  |

### Eindstand 500cc-klasse
| Pos. | Coureur             | Merk                                                  | Ptn. |
| ---- | ------------------- | ----------------------------------------------------- | ---- |
| 1    | Eddie Lawson        | Marlboro-Agostini-Yamaha                              | 139  |
| 2    | Wayne Gardner       | Rothmans-HRC-Honda                                    | 117  |
| 3    | Randy Mamola        | Lucky Strike-Roberts-Yamaha                           | 105  |
| 4    | Mike Baldwin        | Lucky Strike-Roberts-Yamaha                           | 78   |
| 5    | Rob McElnea         | Marlboro-Agostini-Yamaha                              | 60   |
| 6    | Christian Sarron    | Gauloises-Sonauto-Yamaha                              | 58   |
| 7    | Didier de Radiguès  | Rollstar-Chevallier-Honda                             | 42   |
| 8    | Raymond Roche       | Rothmans-Katayama-Honda / Rothmans-Katayama-HRC-Honda | 35   |
| 9    | Ron Haslam          | ELF-Honda                                             | 18   |
| 10   | Pierfrancesco Chili | HB-Gallina-Suzuki                                     | 11   |
| 11   | Niall Mackenzie     | Skoal Bandit-Heron-Suzuki                             | 11   |
| 12   | Boet van Dulmen     | Bakker-PDM-Honda                                      | 8    |

| Pos. | Coureur             | Merk                                      | Ptn. |
| ---- | ------------------- | ----------------------------------------- | ---- |
| 13   | Shunji Yatsushiro   | Moriwaki-HRC-Honda                        | 7    |
| 14   | Fabio Biliotti      | FMI-Honda                                 | 5    |
| 14   | Gustav Reiner       | Bakker-Honda-Deutschland                  | 5    |
| 16   | Dave Petersen       | HB-Gallina-Suzuki                         | 5    |
| 17   | Juan Garriga        | Cagiva                                    | 4    |
| 18   | Paul Lewis          | Skoal Bandit-Heron-Suzuki                 | 4    |
| 19   | Roger Burnett       | Rothmans-Honda-UK / Rothmans-HRC-Honda-UK | 3    |
| 19   | Mile Pajic          | SNRT-Honda                                | 3    |
| 19   | Kenny Irons         | Loctite-Yamaha                            | 3    |
| 22   | Kevin Schwantz      | Rizla-Heron-Suzuki                        | 2    |
| 22   | Wolfgang von Muralt | Frankonia-Suzuki                          | 2    |
| 24   | Marco Papa          | Honda                                     | 1    |

### Constructeurstitel 500cc-klasse
De constructeurstitel werd aan Yamaha toegekend.

## 250cc-klasse
Martin Wimmer en Tadahiko Taira hadden het hele seizoen moeite met het starten van hun fabrieks-Yamaha YZR 250, maar Carlos Lavado had daar nauwelijks last van. Hij was oppermachtig maar soms ook slordig. Tot drie keer toe viel hij in leidende positie, maar als dat niet gebeurde won hij ook bijna altijd. De verwachte tegenstand van Toni Mang, die de plaats van Freddie Spencer had ingenomen bij Rothmans-HRC-Honda bleef uit, maar Sito Pons wist vooral door constant goed te presteren tweede in de eindstand te worden. Lavado werd wereldkampioen, maar door de slechte prestaties van Wimmer en Taira ging de constructeurstitel naar Honda. 
Spanje, Jarama
De 250cc-race in Spanje kende een dramatische start en eerste ronde. Twee fabrieks-Yamaha-coureurs kregen hun machine niet aan de praat: Martin Wimmer en Tadahiko Taira. Wimmer duwde uiterst rechts vanwege zijn poleposition, maar Taira stond in het midden en werd van achteren aangereden door Stéphane Mertens. Die viel in de baan van Sergio Pellandini die ook viel, net als Bruno Bonhuil. Zo ontstond er een behoorlijke ravage op de startplaats, maar de rest van het veld was vertrokken. Carlos Lavado schoof al in de tweede bocht onderuit en zijn race leek beëindigd. Het start/finishgedeelte was echter helemaal geblokkeerd door vlaggende marshals en zwaaiende officials en de groep coureurs begon af te remmen om de race te staken. Reinhold Roth merkte dat te laat op en raakte een collega waarna hij van de baan vloog. De reservemachines van Lavado en Roth werden van stal gehaald en beiden konden aan de herstart deelnemen. Lavado nam meteen de leiding, maar toen er een kopgroep ontstond met Lavado, Toni Mang en Sito Pons nam Mang de leiding. De slecht gestarte Martin Wimmer vocht zich echter naar voren en toen hij aansluiting vond bij de kopgroep nam Lavado de leiding opnieuw om ze niet meer af te staan. Lavado sloeg een klein gaatje, maar Mang, Pons en Wimmer kwamen bijna gelijktijdig over de finish. 
Nations GP, Monza
Nog steeds wilden de Yamaha YZR 250's van Martin Wimmer en Tadahiko Taira niet goed starten, en Wimmer vertrok pas als achttiende. Fausto Ricci was als snelste weg, maar werd al snel ingehaald door Toni Mang en Carlos Lavado, waarna hij met ontstekingsproblemen stopte. Mang nam een voorsprong op Lavado van ongeveer vier seconden, terwijl daarachter Jean-François Baldé al op grote achterstand reed. Toch zouden er nog twee spannende gevechten ontstaan, vooral omdat Wimmer zijn slechte start goedmaakte en aansloot bij Baldé, Sito Pons en Dominique Sarron. Sarron moest lossen uit deze groep, maar de andere drie bleven tot het einde van de race van posities wisselen. Intussen reed Lavado het gat met Mang weer dicht en hij leek de race te gaan winnen. Mang sloot echter aan en passeerde Lavado in de laatste ronde bij het aanremmen van de Variante Ascari. Op het rechte stuk dook hij naar rechts om Lavado uit zijn slipstream te krijgen, maar ze reden naast elkaar de Curva Parabolica in. Mang had echter het voordeel van de binnenbocht en Lavado kon niet meer doen dan in zijn slipstream tweede te worden. De drie achtervolgers kwamen ook vrijwel tegelijkertijd over de eindstreep, maar Baldé werd derde. 
Duitsland, Nürburgring
Martin Wimmer en Toni Mang startten allebei in het middenveld. Voor Mang was dat een slechte start, maar voor Wimmer eigenlijk een goede, want zijn Yamaha YZR 250 startte slecht en in de eerste twee races was hij bijna als laatste vertrokken. Dat overkwam nu Tadahiko Taira met zijn identieke machine. Jacques Cornu en Pierre Bolle waren met hun Parisiennes als snelsten weg, maar werden meteen gepasseerd door Fausto Ricci en Carlos Lavado. Die laatste nam al in de eerste ronde de leiding om ze niet meer af te staan. Wimmer en Mang drongen pas in de zevende ronde door tot de kopgroep, maar konden Lavado niet meer bedreigen. In plaats daarvan zorgden ze getweeën voor een spannende race. Ze wisselden regelmatig van positie, maar uiteindelijk werd Mang tweede met Wimmer in zijn slipstream. Voor Carlos Lavado was de overwinning een mooi verjaardagscadeau, want hij kwam nu ook alleen aan de leiding van het wereldkampioenschap te staan. 
Oostenrijk, Salzburgring
Nu Toni Mang ontbrak moest de tegenstand voor Carlos Lavado eigenlijk komen van Martin Wimmer. Wimmer kwam echter pas na zes ronden goed op gang en toen was Lavado koploper Jean-François Baldé en achtervolgers Sito Pons, Fausto Ricci en Siegfried Minich al voorbij. Wimmer werd langer opgehouden maar werd uiteindelijk toch tweede voor Baldé. 
Joegoslavië, Rijeka
Al snel na de start zag het er voor het Yamaha-team somber uit. Zowel Martin Wimmer als Carlos Lavado startten slecht en Wimmer viel al in de eerste ronde. In de tweede ronde viel ook Tadahiko Taira waardoor alleen Lavado als fabrieksrijder over bleef. Die had echter al een halve ronde achterstand. Hij werd de ster van de race door binnen twaalf ronden zijn achterstand goed te maken en zelfs de leiding te nemen. In de veertiende ronde nam hij echter te veel (en onnodig) risico en hij kwam ook ten val. Opnieuw begon hij vanaf de laatste positie aan een inhaalrace, maar die moest hij staken omdat zijn motor te veel zand binnen had gekregen. Het kwam de spanning in de race wel ten goede, want zonder de sterke Yamaha's ontstonden nu kleine groepen die onderling hun gevechten leverden. Om de eerste positie ging het tussen Sito Pons, Jean-François Baldé, Dominique Sarron en Fausto Ricci. Uiteindelijk had Pons de beste banden gekozen en hij won voor Baldé en Sarron. Toni Mang kon zich nog een tijdje bemoeien met het gevecht om de zevende plaats, maar de pijn in zijn voet dwong hem zich af en toe terug te laten vallen en uiteindelijk gaf hij zes ronden voor het einde, toen de pijnstillende injecties uitgewerkt waren, op. Voor Dominique Sarron was het de eerste podiumplaats in een WK-race.
Dutch TT, Assen
Door zijn geblesseerde voet kon Toni Mang geen goede duwstart maken. Martin Wimmer en Tadahiko Taira hadden dat probleem voortdurend omdat de Yamaha YZR 250 nu eenmaal een moeilijke starter was en kwamen na de start al in het achterveld terecht. Carlos Lavado maakte daarentegen samen met Donnie McLeod een goede start, maar Lavado begon onmiddellijk een voorsprong op te bouwen. Achter hem vormde zich een groepje met Fausto Ricci, Sito Pons en Donnie McLeod. Na zeven ronden was Mang van de vijftiende plaats opgerukt tot achter deze groep. Taira was toen nog negende en Wimmer zelfs veertiende. Nadat Fausto Ricci was gevallen en met nog zeven ronden te gaan lag Lavado nog steeds ver voor, maar Mang vocht intussen met Pons en McLeod om de tweede plaats. Wimmer reed een ronderecord dat hem naar de achtste plaats bracht, maar uiteindelijk werd hij nog vijfde, achter Lavado, Mang, Pons en McLeod. 
België, Spa-Francorchamps
De eerste ronde van de 250cc-race in Spa-Francorchamps was - vooral voor de favorieten - nogal een slagveld. Al in de eerste ronde gingen Stéphane Mertens en Carlos Lavado onderuit. Martin Wimmer en Toni Mang kwamen bij de start heel slecht weg. Zo begon Sito Pons als eerste aan de tweede ronde en hij werd de hele race niet meer bedreigd. Donnie McLeod reed naar de tweede plaats, maar werd geholpen doordat de JJ Cobas van Alan Carter na zes ronden slechter begon te lopen. Wimmer kwam intussen door een verkeerde afstelling niet naar voren en werd slechts zeventiende, maar ook Mang besloot na enkele schuivers niet meer aan te dringen en hij werd achttiende. Dat maakte de situatie voor Carlos Lavado minder zuur, want zijn concurrenten scoorden niet en hoewel Pons de tweede plaats in het wereldkampioenschap overnam, had hij nog tien punten achterstand op Lavado. 
Frankrijk, Le Castellet
Net als eerder Randy Mamola kwam Carlos Lavado uit de opwarmronde terug met een probleem, in dit geval een lekkend koelsysteem. De machine kon op tijd voor de start worden gerepareerd, maar Lavado startte minder goed dan Sito Pons en Dominique Sarron, die ervandoor gingen terwijl ze werden achtervolgd door Jacques Cornu, Jean-François Baldé, Toni Mang, Pierre Bolle, Fausto Ricci, Niall Mackenzie, Virginio Ferrari en daarachter pas Lavado en Martin Wimmer. Lavado werkte zich naar voren, maar maakte een fout en viel weer terug naar de elfde plaats. Sarron en Pons wisten intussen een voorsprong op te bouwen, maar Lavado kwam er toch nog bij, vooral door zijn stuurmanskunsten, want de Honda's waren sneller dan zijn Yamaha. Zelfs de Parisienne van Bolle liep harder. Hoe dicht het veld bij elkaar lag bleek uit het verschil op de finish: Tadahiko Taira werd tiende met slechts 36 seconden achterstand op Lavado. 
Groot-Brittannië, Silverstone
Op zondag moest de 250cc-klasse als eerste de regen en de kou trotseren. Op de natte baan startten Pierre Bolle en Jacques Cornu als snelsten, maar in Maggotts ging Bolle onderuit en Sito Pons moest ver door het gras om diens glijdende machine te ontwijken. Cornu leidde na een ronde, maar werd al gevolgd door Dominique Sarron. Cornu begon al snel terug te vallen, maar Alan Carter zette de aanval in op Sarron. Even later vormde zich een kopgroep van drie man, met Sarron, Carter en Carlos Lavado. Sarron en Carter waren in gevecht, terwijl Lavado wijselijk volgde, want hij kon best met tien punten tevreden zijn. De BBC-commentatoren Murray Walker en Barry Sheene spraken toen al hun hoop uit dat Carter zijn domme actie uit 1985 niet zou herhalen. Toen viel hij terwijl hij aan de leiding van de 250cc-race reed met twaalf seconden voorsprong. Met het passeren van de achterblijvers wisselden de posities enkele malen en Carter viel zelfs ver terug, maar hij wist zich weer naar voren te vechten. Lavado haakte af en koos voor de derde plaats terwijl Sarron zich ook losmaakte van Carter. Met het ingaan van de laatste ronde had Carter 1½ seconde achterstand op Sarron, een verschil dat hij nooit meer kon goedmaken, maar ook een flinke voorsprong op Lavado. Sito Pons had zich intussen weer opgewerkt naar de vierde plaats. Carter had dus alle reden om die laatste ronde op safe te rijden, maar dat deed hij niet. In de laatste ronde hoorde men Murray Walker roepen: "He's done it again!". Carters JJ Cobas lag bij Stowe Corner in de strobalen, waardoor Lavado alsnog tweede werd voor Sito Pons. 
Zweden, Anderstorp
De 250cc-klasse reed in Zweden op zaterdag, toen de weersomstandigheden nog zeer wisselend waren. Voor de start hadden de coureurs dan ook een probleem met de bandenkeuze. Na de opwarmronde werd er dan ook nog veel gewisseld. Bij de start was het droog, maar er dreigde regen en het circuit was nog vochtig. Carlos Lavado koos voor een opgesneden slick achter en een intermediate voor, Sito Pons voor een slick achter en een intermediate voor en Jean-François Baldé voor twee slicks. Vanaf de derde startrij was Stéphane Mertens als snelste weg, maar hij werd na de eerste ronde gepasseerd door Lavado. Toen de baan opdroogde kreeg Baldé met zijn slicks de overhand en in de eerste tien ronden wist hij een voorsprong op te bouwen. Toen het begon te regenen moest Baldé gas terugnemen en kwam Lavado naar voren en ook Sito Pons, die was teruggevallen omdat hij zich verremd had, passeerde Baldé. Na de 23e ronde, twee ronden voor het officiële einde van de race, vlagde de wedstrijdleider de race af omdat hij het te gevaarlijk vond. Hij deed dat echter met de zwart/wit geblokte finishvlag, terwijl hij het met de rode vlag had moeten doen. Ook liet hij de stand na 23 ronden tellen, terwijl het eigenlijk de stand na 22 ronden had moeten zijn. Na protesten en twee uur vergaderen werd de eindstand herzien. Voor Lavado maakte dat niet uit: hij reed na de 22e ronde al op kop en behield zijn eerste plaats. Ook Pons en Baldé behielden hun plekken, maar de Maurizio Vitali kreeg nu de vierde plaats in plaats van Dominique Sarron, die vijfde werd. Tadahiko Taira en Guy Bertin vielen in de 23e ronde, maar werden nu als twaalfde en dertiende geklasseerd. 
San Marino, Misano
Jean-Michel Mattioli had de beste start, maar kon die positie met zijn Yamaha TZ 250 productieracer niet vasthouden tegen het grote aantal fabrieksracers. Als eerste werd hij gepasseerd door Carlos Lavado, die meteen een grote voorsprong op begon te bouwen. Achter hem volgden de Honda-rijders Dominique Sarron, Fausto Ricci, Toni Mang en Jean-François Baldé, terwijl Martin Wimmer en Tadahiko Taira zoals gewoonlijk hun Yamaha YZR 250 moeilijk aan de praat hadden gekregen en aan hun inhaalrace begonnen. Na tien ronden lag Taira al op de tiende plaats, vijf seconden achter de Honda's, maar Lavado was toen al onbereikbaar. Hij bouwde zijn voorsprong uit tot 20 seconden, maar kwam in de 24e ronde ten val. De Honda-rijders roken hun kans. Baldé was intussen gevallen, maar Sito Pons had de groep aangevuld. Terwijl zij om de overwinning streden kwam Taira steeds dichterbij en in de 28e ronde nam hij met nog twee ronden te gaan de leiding om ze niet meer af te staan. Hij scoorde de eerste Japanse overwinning in het wereldkampioenschap sinds Takazumi Katayama de 500cc-Zweedse GP van 1982 won. 

### Uitslagen 250cc-klasse
|    | Datum       | Race                    | Circuit           | 1e               | 2e                  | 3e                  | Poleposition  | Snelste ronde    |
| -- | ----------- | ----------------------- | ----------------- | ---------------- | ------------------- | ------------------- | ------------- | ---------------- |
| 1  | 4 mei       | GP van Spanje           | Jarama            | Carlos Lavado    | Toni Mang           | Sito Pons           | Martin Wimmer | Martin Wimmer    |
| 2  | 18 mei      | Nations GP              | Monza             | Toni Mang        | Carlos Lavado       | Jean-François Baldé | Martin Wimmer | Sito Pons        |
| 3  | 25 mei      | GP van Duitsland        | Nürburgring       | Carlos Lavado    | Toni Mang           | Martin Wimmer       | Carlos Lavado | Toni Mang        |
| 4  | 8 juni      | GP van Oostenrijk       | Salzburgring      | Carlos Lavado    | Martin Wimmer       | Jean-François Baldé | Carlos Lavado | Martin Wimmer    |
| 5  | 15 juni     | GP van Joegoslavië      | Rijeka            | Sito Pons        | Jean-François Baldé | Dominique Sarron    | Carlos Lavado | Carlos Lavado    |
| 6  | 28 juni     | Dutch TT                | Assen             | Carlos Lavado    | Toni Mang           | Sito Pons           | Carlos Lavado | Martin Wimmer    |
| 7  | 6 juli      | GP van België           | Spa-Francorchamps | Sito Pons        | Donnie McLeod       | Jacques Cornu       | Carlos Lavado | Dominique Sarron |
| 8  | 20 juli     | GP van Frankrijk        | Le Castellet      | Carlos Lavado    | Sito Pons           | Dominique Sarron    | Martin Wimmer | Carlos Lavado    |
| 9  | 3 augustus  | GP van Groot-Brittannië | Silverstone       | Dominique Sarron | Carlos Lavado       | Sito Pons           | Carlos Lavado | Carlos Lavado    |
| 10 | 9 augustus  | GP van Zweden           | Anderstorp        | Carlos Lavado    | Sito Pons           | Jean-François Baldé | Martin Wimmer | Sito Pons        |
| 11 | 24 augustus | GP van San Marino       | Misano            | Tadahiko Taira   | Sito Pons           | Dominique Sarron    | Carlos Lavado | Carlos Lavado    |

### Eindstand 250cc-klasse
| Pos. | Coureur             | Merk                        | Ptn. |
| ---- | ------------------- | --------------------------- | ---- |
| 1    | Carlos Lavado       | HB-Venemotos-Yamaha         | 114  |
| 2    | Sito Pons           | Campsa-HRC-Honda            | 108  |
| 3    | Dominique Sarron    | Rothmans-Honda              | 72   |
| 4    | Toni Mang           | Rothmans-HRC-Honda          | 65   |
| 5    | Jean-François Baldé | Rothmans Katayama-Honda     | 63   |
| 6    | Martin Wimmer       | Marlboro-Agostini-Yamaha    | 56   |
| 7    | Jacques Cornu       | ELF-Parisienne-Honda        | 32   |
| 8    | Fausto Ricci        | HRC-Honda                   | 30   |
| 9    | Tadahiko Taira      | Marlboro-Agostini-Yamaha    | 28   |
| 10   | Donnie McLeod       | Silverstone-Armstrong-Rotax | 27   |
| 11   | Pierre Bolle        | ELF-Parisienne              | 21   |
| 12   | Carlos Cardús       | Campsa-Honda                | 17   |

| Pos. | Coureur              | Merk                        | Ptn. |
| ---- | -------------------- | --------------------------- | ---- |
| 13   | Stéphane Mertens     | Johnson-Yamaha              | 14   |
| 14   | Virginio Ferrari     | Total-Katayama-HRC-Honda    | 14   |
| 15   | Maurizio Vitali      | FMI-Garelli                 | 12   |
| 16   | Reinhold Roth        | HB-Römer-Honda              | 10   |
| 17   | Alan Carter          | JJ Cobas-Rotax              | 9    |
| 18   | Jean-Michel Mattioli | Yamaha                      | 9    |
| 19   | Manfred Herweh       | HB-Aprilia-Rotax            | 7    |
| 19   | Jean Foray           | Chevallier-Yamaha           | 7    |
| 21   | Niall Mackenzie      | Silverstone-Armstrong-Rotax | 4    |
| 22   | Siegfried Minich     | Honda                       | 4    |
| 23   | Massimo Matteoni     | Honda                       | 2    |
| 24   | Hans Lindner         | Rotax                       | 1    |

### Constructeurstitel 250cc-klasse
De constructeurstitel werd aan Honda toegekend.

## 125cc-klasse
Regerend wereldkampioen Fausto Gresini werd gezien als kopman van het Garelli-team en hij won de eerste twee wedstrijden. Nadat Luca Cadalora er ook twee had gewonnen en Gresini een sleutelbeen had gebroken bij een val in de GP van Oostenrijk stonden ze dicht bij elkaar en teammanager Eugenio Lazzarini besloot voorlopig geen stalorders uit te vaardigen. Naarmate het seizoen vorderde werd duidelijk dat dat ook niet nodig was: in elk geval zou Garelli de wereldkampioen leveren. Domenico Brigaglia won één Grand Prix en August Auinger zelfs twee, maar uiteindelijk werd Cadalora de nieuwe wereldkampioen. 
Spanje, Jarama
De 125cc-klasse opende het seizoen in Spanje. Fausto Gresini had een bliksemstart, maar zijn stalgenoot Luca Cadalora moest lang duwen tot zijn Garelli aansloeg. Na de eerste ronde werd Gresini gevolgd door Domenico Brigaglia, Lucio Pietroniro, Johnny Wickström, Bruno Kneubühler, Pier Paolo Bianchi, Willy Pérez en Ezio Gianola. Olivier Liégeois lag toen al in de berm, aangereden door Paolo Casoli. Gresini en Brigaglia sloegen een gat met de concurrentie, terwijl de MBA-semi-fabrieksrijder Ángel Nieto de pit inreed en zijn teamgenoot Bianchi terugviel naar de zevende plaats. In de eindfase moest Brigaglia lossen, maar hij werd toch tweede voor Gianola en Cadalora, die een sterke inhaalrace had gereden. 
Nations GP, Monza
De 125cc-klasse moest al op de zaterdag - tussen de trainingen door - haar race afwikkelen. Fausto Gresini maakte zich meteen na de start los van zijn achtervolgers en won zonder verdere problemen. Achter hem vonden spectaculaire gevechten plaats, vooral tussen Luca Cadalora en Ángel Nieto. Nieto beschuldigde Cadalora er later van dat deze hem had afgehouden waardoor Gresini kon winnen, maar hij had zelf ook enkele gevaarlijke streken uitgehaald, waaronder flink heen en weer slingeren om Cadalora met de snellere Garelli achter zich te houden. Uiteindelijk werd Nieto toch nog tweede voor August Auinger. Het veld was echter ver uit elkaar geslagen. Pier Paolo Bianchi werd vijfde, maar had ruim 54 seconden achterstand, zesde man Lucio Pietroniro bijna een minuut. 
Duitsland, Nürburgring
De 125cc-race leek wel wat op de wedstrijden uit het verleden, toen Ángel Nieto de regie voerde over zijn teamgenoten door achteruitkijkend aanwijzingen te geven en vervolgens te winnen. Dit keer was de regisseur Luca Cadalora die probeerde Fausto Gresini naar voren te krijgen en hem de overwinning te laten. Gresini had echter veringproblemen en toen Cadalora zich dat realiseerde reed hij weg om de race te winnen. Ze hadden op dat moment Ezio Gianola, Domenico Brigaglia, August Auinger en Bruno Kneubühler op achterstand gereden. Brigaglia viel echter in de laatste bocht en Auinger viel uit. Gresini had voldoende voorsprong om Gianola achter zich te houden en werd tweede. Het Ducados-MBA-team van manager Paolo Pileri leed een gevoelige nederlaag, want behalve Brigaglia viel ook Ángel Nieto uit. 
Oostenrijk, Salzburgring
Hoewel de baan nog gedeeltelijk nat was door een stortbui in de nacht van zaterdag op zondag startte iedereen de 125cc-race op slicks. August Auinger nam meteen na de start de leiding en bouwde een flinke voorsprong op. Na zes ronden had hij al tien seconden voorsprong en de concurrentie met het fabrieksmateriaal leek zich te moeten concentreren op de tweede plaats. Pier Paolo Bianchi had die plaats lang in handen, maar werd bijgehaald door Luca Cadalora, Fausto Gresini en Ezio Gianola. Cadalora en Gresini leken goed samen te werken om naar voren te komen, maar toch ging het mis. Gresini viel in de Nocksteinkehre en brak daarbij een sleutelbeen. Cadalora ging het gevecht om de tweede plaats aan met Gianola, maar plotseling werd het een gevecht om de koppositie toen Auinger door een defecte ontsteking moest opgeven. Uiteindelijk bouwde Cadalora een kleine voorsprong op en hij won voor Gianola en Bruno Kneubühler, die nog net voor de finish de slecht lopende MBA van Bianchi kon passeren. Cadalora nam de leiding in het WK over van Gresini, maar omdat er tijdens de GP van Joegoslavië geen 125cc-race was had Gresini twee weken de tijd om te herstellen. 
Dutch TT, Assen
Vanaf het begin van de race gingen Luca Cadalora, Fausto Gresini en August Auinger er gedrieën vandoor, terwijl Ezio Gianola een slechte start had. Die kon hij ook niet meer goedmaken, zodat de drie koplopers het rijk alleen hadden en de Garelli-rijders regelmatig van positie wisselden, gevolgd door Auinger. In de zevende ronde viel Auinger in de Stekkenwal, waardoor Cadalora en Gresini samen voor de overwinning vochten. Cadalora won nipt, Gresini werd tweede en Gianola op ongeveer een halve minuut derde. 
België, Spa-Francorchamps
Luca Cadalora had niets aan zijn snelle trainingstijd, want na één ronde kwam hij al de pit in om zijn tankbeluchting te laten herstellen. Ook Ángel Nieto kwam na de eerste ronde de pit in en even later stopten August Auinger en Bruno Kneubühler. Cadalora hervatte zijn race, maar viel in de vierde ronde bij La Source. Er vormde zich een grote kopgroep met o.a. Pier Paolo Bianchi, Fausto Gresini, Willy Pérez, Lucio Pietroniro, Domenico Brigaglia en Olivier Liégeois. Acht ronden voor het einde nam Brigaglia de leiding. Gianola bedreigde hem nog, maar maakte een fout waardoor hij naar de zesde plaats terugviel. Daarvan profiteerde Pietroniro, die op een droge baan vermogen tekortkwam, maar dat werd door de regen gecompenseerd. Hij schudde Pérez van zich af en werd tweede. Olivier Liégeois, die zich in Assen niet had weten te kwalificeren, werd in zijn thuisrace vijfde. 
Frankrijk, Le Castellet
Na de start van de 125cc-race namen de Garelli-rijders Luca Cadalora en Fausto Gresini samen de leiding, maar ze werden meteen gevolgd door August Auinger, Ezio Gianola, Lucio Pietroniro, Pier Paolo Bianchi, Bruno Kneubühler en Jussi Hautaniemi. Gianola viel al in de tweede ronde terug met een slecht lopende motor. Cadalora en Gresini probeerden er samen vandoor te gaan, maar konden Auinger en Kneubühler niet afschudden. Auinger prikte zijn machine af en toe tussen beide Italianen, maar op de streep reed er steeds een Garelli voorop. Pas in de laatste twee ronden moesten Auinger en Kneubühler iets afhaken, wat tenietgedaan werd toen de koplopers achterblijver Esa Kytölä moesten passeren. Cadalora kon zonder problemen voorbij, maar Gresini werd even opgehouden. Hij werd nog wel tweede, maar Auinger zat weer vlak achter hem. 
Groot-Brittannië, Silverstone
Bruno Kneubühler's poleposition werd al waardeloos toen hij zijn start verknoeide door op de machine te blijven zitten en deze aan te steppen. Hij stond naast de witte zijlijn en zijn linkervoet gleed op die lijn weg. Hij verloor daarmee een aantal plaatsen, maar de hele race ging verloren toen hij aan het einde van de openingsronde in Woodcote van de baan schoof. Toen reed Luca Cadalora nog op kop voor August Auinger, maar Auinger begon meteen weg te lopen en bouwde een voorsprong van 15 seconden op. De strijd ging dus om de tweede plaats, waar Cadalora lang alleen reed, maar geleidelijk kwamen Johnny Wickström en Jussi Hautaniemi dichterbij. Wickström passeerde Cadalora zelfs, terwijl Hautaniemi achter diens achterwiel bleef hangen, maar geleidelijk begonnen de machines van de beide Finnen vermogen te verliezen en vanuit het achterveld kwam Domenico Brigaglia dichterbij. Cadalora kreeg intussen het signaal dat concurrent en teamgenoot Fausto Gresini was uitgevallen en koos er daarom voor wat rustiger aan te doen. Brigaglia nam de tweede plaats over en wist Auinger tot zeven seconden te naderen, maar Auinger kreeg dat bericht via de pitborden door en bouwde zijn voorsprong weer tot tien seconden uit. Daarmee was de race beslist. Auinger nam in de laatste ronde geen risico meer en Brigaglia werd op negen seconden tweede, gevolgd door Cadalora die tien punten scoorde en in het wereldkampioenschap nu twaalf punten voorsprong kreeg. 
Zweden, Anderstorp
Zes ronden lang kon August Auinger zich mengen met de strijd om de leiding, waarbij hij aanvallen van Luca Cadalora, Fausto Gresini en Ezio Gianola af moest slaan. In de zevende ronde gleed zijn voorwiel weg en was zijn race voorbij. Gianola was toen al uit de strijd omdat er koelwater in een van zijn cilinders was gelopen en daardoor konden de beide Garelli-coureurs hun broederstrijd, die al het hele seizoen duurde, voortzetten. Gresini had de eerste twee GP's gewonnen, maar daarna sloeg de weegschaal om naar Cadalora. Deze twee wisselden voortdurend van positie en uiteindelijk wist Gresini te winnen. Domenico Brigaglia was slecht gestart maar reed onbedreigd naar de derde plaats. Om de vierde plaats werd gevochten door Bruno Kneubühler en Johnny Wickström, die in deze volgorde over de finish gingen. 
San Marino, Misano
August Auinger had de tweede startplaats, maar omdat zijn koppeling te snel aangreep was zijn start slecht. Zo bestond de kopgroep in het begin uit Luca Cadalora, Fausto Gresini, Pier Paolo Bianchi, Bruno Kneubühler, Domenico Brigaglia, Lucio Pietroniro, Thierry Feuz en daarna pas August Auinger. Na de derde ronde lag Auinger al op de derde plaats achter Cadalora en Gresini. Die laatste viel terug omdat hij schakelproblemen kreeg door een afgebroken voetsteun. Auinger stelde zich tevreden met de tweede plaats, maar merkte dat hij bij het inhalen van achterblijvers tijd goedmaakte op Cadalora. Hij passeerde Cadalora ook. Die probeerde hem in de volgende bocht uit te remmen, maar dat mislukte en Cadalora drong niet meer aan. Door zijn tweede plaats was hij vrijwel zeker van de wereldtitel. Gresini was na afloop woedend op zijn team. Door de afgebroken voetsteun was hij de wereldtitel kwijt en die voetsteun was tijdens de opwarmronde ook al afgebroken. 
Baden-Württemberg, Hockenheim
In de 125cc-race vochten dezelfde coureurs om de eerste plaats, die het hele seizoen gedomineerd hadden: Luca Cadalora, vrijwel zeker wereldkampioen, Fausto Gresini, die nog een kleine kans op de titel had, Domenico Brigaglia, zeker van de derde plaats in de eindstand en Bruno Kneubühler, Ezio Gianola en August Auinger, die vochten om de vierde plaats in de eindstand. Er werd regelmatig van positie gewisseld. In de laatste ronde deed Cadalora in het Motodrome een laatste aanval op Gresini, maar die mislukte. Gresini won voor Cadalora, Auinger, Gianola, Kneubühler en Brigaglia. Voor Gresini was het niet genoeg om de wereldtitel te pakken, die ging naar Cadalora. Auinger eindigde als vierde in het wereldkampioenschap. 

### Uitslagen 125cc-klasse
|    | Datum        | Race                    | Circuit           | 1e                 | 2e                 | 3e                 | Poleposition     | Snelste ronde      |
| -- | ------------ | ----------------------- | ----------------- | ------------------ | ------------------ | ------------------ | ---------------- | ------------------ |
| 1  | 4 mei        | GP van Spanje           | Jarama            | Fausto Gresini     | Domenico Brigaglia | Ezio Gianola       | Fausto Gresini   | Fausto Gresini     |
| 2  | 17 mei       | Nations GP              | Monza             | Fausto Gresini     | Ángel Nieto        | August Auinger     | Fausto Gresini   | Fausto Gresini     |
| 3  | 25 mei       | GP van Duitsland        | Nürburgring       | Luca Cadalora      | Fausto Gresini     | Ezio Gianola       | Luca Cadalora    | Luca Cadalora      |
| 4  | 8 juni       | GP van Oostenrijk       | Salzburgring      | Luca Cadalora      | Ezio Gianola       | Bruno Kneubühler   | Luca Cadalora    | Ezio Gianola       |
| 5  | 28 juni      | Dutch TT                | Assen             | Luca Cadalora      | Fausto Gresini     | Ezio Gianola       | Luca Cadalora    | Fausto Gresini     |
| 6  | 6 juli       | GP van België           | Spa-Francorchamps | Domenico Brigaglia | Lucio Pietroniro   | Willy Pérez        | Luca Cadalora    | Domenico Brigaglia |
| 7  | 20 juli      | GP van Frankrijk        | Le Castellet      | Luca Cadalora      | Fausto Gresini     | August Auinger     | Luca Cadalora    | Luca Cadalora      |
| 8  | 3 augustus   | GP van Groot-Brittannië | Silverstone       | August Auinger     | Domenico Brigaglia | Luca Cadalora      | Bruno Kneubühler | August Auinger     |
| 9  | 10 augustus  | GP van Zweden           | Anderstorp        | Fausto Gresini     | Luca Cadalora      | Domenico Brigaglia | August Auinger   | Luca Cadalora      |
| 10 | 24 augustus  | GP van San Marino       | Misano            | August Auinger     | Luca Cadalora      | Fausto Gresini     | Fausto Gresini   | August Auinger     |
| 11 | 28 september | Baden-Württemberg       | Hockenheim        | Fausto Gresini     | Luca Cadalora      | August Auinger     | Fausto Gresini   | Luca Cadalora      |

### Eindstand 125cc-klasse
| Pos. | Coureur            | Merk           | Ptn. |
| ---- | ------------------ | -------------- | ---- |
| 1    | Luca Cadalora      | FMI-Garelli    | 122  |
| 2    | Fausto Gresini     | FMI-Garelli    | 114  |
| 3    | Domenico Brigaglia | Ducados-MBA    | 80   |
| 4    | August Auinger     | Bartol-LCR-MBA | 60   |
| 5    | Ezio Gianola       | MBA            | 57   |
| 6    | Bruno Kneubühler   | LCR-MBA        | 54   |
| 7    | Lucio Pietroniro   | Johnson-MBA    | 37   |
| 8    | Pier Paolo Bianchi | MBA            | 34   |
| 9    | Johnny Wickström   | MBA            | 33   |
| 10   | Willy Pérez        | MBA            | 26   |
| 11   | Olivier Liégeois   | Assmex-MBA     | 21   |

| Pos. | Coureur           | Merk        | Ptn. |
| ---- | ----------------- | ----------- | ---- |
| 12   | Thierry Feuz      | MBA         | 19   |
| 13   | Ángel Nieto       | Ducados-MBA | 15   |
| 14   | Paolo Casoli      | MBA         | 14   |
| 15   | Gastone Grassetti | MBA         | 9    |
| 16   | Jussi Hautaniemi  | MBA         | 8    |
| 17   | Adi Stadler       | MBA         | 6    |
| 18   | Alfred Waibel     | MBA         | 5    |
| 19   | Håkan Olsson      | MBA         | 5    |
| 20   | Andres Sánchez    | Ducados-MBA | 3    |
| 21   | Esa Kytölä        | MBA         | 2    |
| 21   | Mike Leitner      | MBA         | 2    |

### Constructeurstitel 125cc-klasse
De constructeurstitel werd aan Garelli toegekend.

## 80cc-klasse
Dat de wereldtitel naar een van de teamleden van Ducados-Derbi zou gaan werd al vroeg in het seizoen beslist, toen bleek dat de Krauser van Stefan Dörflinger niet snel genoeg was. In de loop van het seizoen werd de Krauser verbeterd en het team werd uitgebreid met Ian McConnachie en in de laatste race ook Gerhard Waibel, maar het was te laat. Ángel Nieto, Jorge Martínez en Manuel Herreros mochten het onder elkaar uitmaken. Nieto kon niet echt een vuist maken en Martínez won vier GP's, voldoende om wereldkampioen te worden.
Spanje, Jarama
De Spaanse Ducados-Derbi-coureurs lieten in Spanje niets heel van de concurrentie. Ángel Nieto, Jorge Martínez en Manuel Herreros nestelden zich binnen drie ronden aan de leiding, sloegen een gat met de concurrentie en wisselden voortdurend van positie. Aan de finish had Martínez zeven seconden voorsprong op Nieto, die nipt voor Herreros tweede werd. Daarna moest het publiek een halve minuut wachten op Pier Paolo Bianchi, die een goed debuut op de Seel maakte en in elk geval de Krauser van Ian McConnachie voor bleef. Regerend wereldkampioen Stefan Dörflinger kwam vermogen tekort en vocht om de vierde plaats met Bianchi, maar hij kwam daarbij ten val. Hij kon zijn Krauser nog wel oprapen, maar werd slechts negende, op een ronde achterstand. 
Nations GP, Monza
Stefan Dörflinger sloeg aanvankelijk een gat van wel 100 meter ten opzichte van Ángel Nieto en Jorge Martínez, maar die wisten het weer dicht te rijden en in de achtste ronde reed Dörflinger zelfs op de derde plaats. Een ronde later vochten Martínez en Nieto in de eerste chicane zo hard om de koppositie, dat Nieto ten val kwam. Zo ontstond in de laatste ronde een gevecht tussen Martínez en Dörflinger. Martínez kwam als kopman uit de Curva Parabolica, maar Dörflinger kwam uit zijn slipstream en won. Manuel Herreros werd met zijn Derbi derde. 
Duitsland, Nürburgring
De 80cc-klasse opende de Duitse Grand Prix met een spectaculaire wedstrijd. De start was voor Pier Paolo Bianchi, die werd gevolgd door Jorge Martínez, Manuel Herreros en Hans Spaan. Stefan Dörflinger had vier ronden nodig om aansluiting te vinden, maar Ian McConnachie had de pech dat hij om een grote valpartij te omzeilen door het gras moest omrijden. Martínez nam de leiding voor Herreros, Dörflinger en Ángel Nieto, maar viel in de zesde ronde stil door een defecte ontsteking. Herreros nam de leiding over, maar nu had Ducados duidelijk stalorders uitgevaardigd. Dat was ook wel nodig gebleken na het debacle in de GP des Nations. Herreros besloot dan ook om Dörflinger zoveel mogelijk dwars te zitten om Nieto aansluiting te laten krijgen. Diens Derbi kwam echter vermogen tekort en toen dat duidelijk werd ging Herreros voor zijn eigen kansen. Intussen had McConnachie, die de eerste ronde als laatste had voltooid, een geweldige inhaalrace gereden en hij finishte als derde, nog voor Nieto. 
Oostenrijk, Salzburgring
De 80cc-race was de eerste race op zaterdagmiddag en het publiek hoopte op een goede prestatie van thuisrijder Josef Fischer. Die lag echter in de eerste bocht al in het gras. Pier Paolo Bianchi nam heel even de leiding, maar werd gepasseerd door Jorge Martínez die er alleen vandoor ging en niet meer kon worden ingehaald. Stefan Dörflinger reed aanvankelijk alleen op de tweede plaats, maar werd opgeslokt door een groepje met Manuel Herreros, Bianchi en Hans Spaan. Tot de laatste ronde bleef het in deze groep spannend, maar uiteindelijk werd Herreros tweede voor Bianchi, Spaan en Dörflinger. Fischer was weer opgestapt en finishte toch nog als negende.
Joegoslavië, Rijeka
Manuel Herreros kwam na een ronde als eerste door, maar hij werd achtervolgd door Jorge Martínez, Hans Spaan, Pier Paolo Bianchi, Juan Ramón Bolart, Alex Barros en Ian McConnachie, die altijd problemen had met zijn duwstarts maar dit keer snel weg was gekomen. In de derde ronde nam Martínez de leiding over, en Herreros kwam in de vijfde ronde de pit in met een kapotte motor. Martínez bouwde een voorsprong op. De aandacht ging naar het gevecht achter hem, met McConnachie op de tweede plaats en daarachter een gevecht tussen Spaan, Barros en Dörflinger. Barros viel echter uit en Dörflinger vocht zich naar de tweede plaats. Ángel Nieto had zich ook naar voren gevochten, maar kon McConnachie net niet meer van de derde plaats afhouden. Jorge Martínez nam hierdoor de leiding in het WK over van Herreros. 
Dutch TT, Assen
De start van de 80cc-race in Assen werd enkele minuten uitgesteld omdat Hans Spaan tijdens de opwarmronde een spijker in zijn achterband had gekregen. Pier Paolo Bianchi had de beste start, gevolgd door Wilco Zeelenberg, die vanaf de vierde startij was gekomen. Zeelenberg viel echter snel terug en werd al in de eerste ronde getorpedeerd door de vallende Alex Barros. Ook Bianchi kon de leiding niet houden: bij de eerste doorkomst reed Jorge Martínez aan de leiding voor Manuel Herreros, Bianchi, Spaan en Josef Fischer. Ángel Nieto en Ian McConnachie waren slecht gestart, maar McConnachie reed een sterke inhaalrace en na zes ronden was hij al tweede. Intussen kon Stefan Dörflinger nog even bij Spaan en Herreros aansluiten, maar nadat zijn Krauser even stilviel moest hij en laten gaan. McConnachie ging de strijd aan met leider Martínez en nam de leiding over. Hij reed een ronde die 3 seconden sneller was dat de tweedsnelste en nam binnen een ronde ruim dertig meter voorsprong. Martínez verklaarde later dat hij zich al had neergelegd bij de tweede plaats, maar McConnachie remde zichzelf in de laatste ronde bij de Stekkenwal onderuit. Hij kon zijn machine weer aan de praat krijgen, maar viel in het gras opnieuw waarna hij niet meer wilde starten. Zo won Martínez alsnog voor Herreros en Spaan.
Groot-Brittannië, Silverstone
Het was aanvankelijk maar de vraag of de 80cc-machientjes überhaupt konden rijden, want ze hadden erg veel last van de harde windstoten op zaterdag. Aan het eind van de middag reden Jorge Martínez, Stefan Dörflinger, Hans Spaan, Luis Miguel Reyes en Alex Barros enkele testrondjes en zaterdagavond om half zeven startte de 80cc-race voor vrijwel lege tribunes. Wel onder protest van Dörflinger, die zich moest neerleggen bij de mening van de meerderheid. Hans Spaan had de beste start, maar na een ronde werd hij al opgejaagd door Ian McConnachie, die weer werd gevolgd door Manuel Herreros, Jorge Martínez, Alex Barros, Stefan Dörflinger en Wilco Zeelenberg. Uiteindelijk ontstonden er twee gevechten aan de kop van het veld: een tussen de stalgenoten McConnachie en Dörflinger en het gevecht om de derde plaats tussen Spaan, Martínez en Herreros. Krauser had geen stalorders uitgevaardigd en daarom belette niets McConnachie om de overwinning naar zich toe te trekken, slechts 0,3 seconde voor Dörflinger. Martínez werd derde voor Herreros en Spaan. 
San Marino, Misano
Jorge Martínez had aan een tweede plaats in de race genoeg om de nieuwe 80cc-wereldkampioen te worden, maar startte erg slecht. Hans Spaan startte als snelste, maar ra de eerste ronde reed Pier Paolo Bianchi al aan de leiding, voor Manuel Herreros en Spaan. Stefan Dörflinger volgde dit trio op een afstandje, maar kon geen vuist maken. Intussen werkte Martínez zich naar voren, terwijl Herreros probeerde het tempo van de kopgroep te vertragen om hem de kans te geven aan te sluiten. Dat lukte, hoewel hij Bianchi niet meer kon bedreigen. Dat was ook niet erg, want Martínez werd tweede voor Herreros. Spaan kon het tempo niet volgen door een verkeerde gearing en Dörflinger had last van een te hoge motortemperatuur, waardoor hij 1.000 toeren per minuut verloor. 
Baden-Württemberg, Hockenheim
De dag nadat Ángel Nieto bekend had gemaakt definitief te zullen stoppen met racen, wilde het Ducados-Derbi team alles in het werk stellen hem deze race te laten winnen. Nieto had echter nog maar één keer het podium gehaald, in Spanje, toen het Krauser-fabrieksteam nog niet zo sterk was als nu. Inmiddels had Ian McConnachie een fabrieks-Krauser gekregen en voor deze gelegenheid kreeg ook Gerhard Waibel een Krauser-fabrieksmotor. Waibel ging er vanaf poleposition meteen vandoor, terwijl Jorge Martínez en Ángel Nieto hem probeerden te volgen. In de vierde ronde riskeerde Martínez daarbij te veel en hij ging onderuit. Nieto leek zich tevreden te moeten stellen met de tweede plaats, maar in de voorlaatste ronde brak zijn drijfstang. Stefan Dörflinger en Ian McConnachie waren slecht gestart. Dörflinger werkte zich nog op naar de tweede plaats, maar McConnachie viel uit door een vastloper. Hans Spaan reed een probleemloze race en werd derde, waardoor hij in de eindstand van het wereldkampioenschap opschoof naar de vierde plaats. 

### Uitslagen 80cc-klasse
|   | Datum        | Race                    | Circuit      | 1e                 | 2e                | 3e                 | Poleposition      | Snelste ronde      |
| - | ------------ | ----------------------- | ------------ | ------------------ | ----------------- | ------------------ | ----------------- | ------------------ |
| 1 | 4 mei        | GP van Spanje           | Jarama       | Jorge Martínez     | Ángel Nieto       | Manuel Herreros    | Jorge Martínez    | Jorge Martínez     |
| 2 | 18 mei       | Nations GP              | Monza        | Stefan Dörflinger  | Jorge Martínez    | Manuel Herreros    | Stefan Dörflinger | Ian McConnachie    |
| 3 | 25 mei       | GP van Duitsland        | Nürburgring  | Manuel Herreros    | Stefan Dörflinger | Ian McConnachie    | Stefan Dörflinger | Ian McConnachie    |
| 4 | 7 juni       | GP van Oostenrijk       | Salzburgring | Jorge Martínez     | Manuel Herreros   | Pier Paolo Bianchi | Jorge Martínez    | Ian McConnachie    |
| 5 | 15 juni      | GP van Joegoslavië      | Rijeka       | Jorge Martínez     | Stefan Dörflinger | Ian McConnachie    | Jorge Martínez    | Jorge Martínez     |
| 6 | 28 juni      | Dutch TT                | Assen        | Jorge Martínez     | Manuel Herreros   | Hans Spaan         | Jorge Martínez    | Ian McConnachie    |
| 7 | 2 augustus   | GP van Groot-Brittannië | Silverstone  | Ian McConnachie    | Stefan Dörflinger | Jorge Martínez     | Stefan Dörflinger | Stefan Dörflinger  |
| 8 | 24 augustus  | GP van San Marino       | Misano       | Pier Paolo Bianchi | Jorge Martínez    | Manuel Herreros    | Jorge Martínez    | Pier Paolo Bianchi |
| 9 | 29 september | Baden-Württemberg       | Hockenheim   | Gerhard Waibel     | Stefan Dörflinger | Hans Spaan         | Gerhard Waibel    | Stefan Dörflinger  |

### Eindstand 80cc-klasse
| Pos. | Coureur            | Merk                  | Ptn. |
| ---- | ------------------ | --------------------- | ---- |
| 1    | Jorge Martínez     | Ducados-Derbi         | 94   |
| 2    | Manuel Herreros    | Ducados-Derbi         | 85   |
| 3    | Stefan Dörflinger  | Krauser               | 82   |
| 4    | Hans Spaan         | Hertog Jan-HuVo-Casal | 57   |
| 5    | Gerhard Waibel     | Real-Krauser          | 51   |
| 6    | Ian McConnachie    | Krauser               | 50   |
| 7    | Ángel Nieto        | Ducados-Derbi         | 45   |
| 8    | Pier Paolo Bianchi | Seel-MBA              | 44   |
| 9    | Josef Fischer      | Krauser               | 13   |
| 10   | Gerd Kafka         | Krauser               | 9    |
| 11   | Wilco Zeelenberg   | Pentax-Casal          | 8    |
| 12   | Hubert Abold       | Seel-Krauser          | 8    |

| Pos. | Coureur            | Merk                  | Ptn. |
| ---- | ------------------ | --------------------- | ---- |
| 13   | Juan Ramón Bolart  | Autisa                | 6    |
| 13   | Theo Timmer        | Hertog Jan-HuVo-Casal | 6    |
| 15   | Rainer Kunz        | Ziegler               | 6    |
| 16   | Alex Barros        | Autisa                | 6    |
| 17   | Henk van Kessel    | Krauser               | 5    |
| 18   | Domingo Gil Blanco | Autisa                | 5    |
| 19   | Reiner Scheidhauer | Seel-MBA              | 4    |
| 20   | Alfred Waibel      | Krauser               | 3    |
| 21   | Felix Rodríguez    | Autisa                | 3    |
| 22   | Luis Miguel Reyes  | Autisa                | 2    |
| 23   | Salvatore Milano   | Krauser               | 1    |
| 23   | Herri Torrontegui  | Autisa                | 1    |

### Constructeurstitel 80cc-klasse
De constructeurstitel werd aan Derbi toegekend.

## Zijspanklasse
Regerend wereldkampioen Egbert Streuer zag voor aanvang van het seizoen Rolf Biland als zijn grootste concurrent, maar Biland's zelf ontwikkelde Krauser-motor bleek hopeloos onbetrouwbaar en het gevaar van die kant week al snel. Streuer won met bakkenist Bernard Schnieders de eerste twee GP's. Hij had toen al twee keer zoveel punten als Alain Michel, maar vanaf de TT van Assen begon ook Streuer's Yamaha kuren te vertonen. In Assen was het een gebroken asje van het ontstekingssysteem en in de Belgische GP de versnellingsbak en zo zakte Streuer terug naar de derde plaats in het wereldkampioenschap. Na overwinningen in Frankrijk en Groot-Brittannië steeg hij weer, maar intussen was gebleken dat de combinatie Steve Webster/Tony Hewitt ook een geduchte tegenstander was. In de Zweedse Grand Prix viel Streuer uit door een vastloper. Webster scoorde ook geen punten, maar Alain Michel/Jean-Marc Fresc wonnen, waardoor ze acht punten voor stonden op Webster/Hewitt en negen punten op Streuer/Schnieders. De wereldtitel kon Alain Michel eigenlijk niet meer ontgaan: hij hoefde slechts vierde te worden in de Preis von Baden-Württemberg. Streuer won die race zeer nipt, maar Michel/Fresc werden slechts vijfde en daardoor behaalden Streuer/Schnieders hun derde wereldtitel. 
Duitsland, Nürburgring
De eerste startplaats van Rolf Biland bleek in de race geflatteerd. Hij ging met bakkenist Kurt Waltisperg weliswaar vanaf de start aan de leiding, maar al in de eerste ronde passeerden Egbert Streuer/Bernard Schnieders de combinatie Steve Webster/Tony Hewitt en sloten achter Biland aan. Beide combinaties sloegen samen een enorm gat met de concurrentie, waarbij Rolf Steinhausen/Bruno Hiller, Steve Abbott/Shaun Smith, Alain Michel/Jean-Marc Fresc en Derek Jones/Brian Ayres mooie gevechten leverden. Webster pakte de derde positie maar viel met ontstekingsproblemen uit. Rolf Steinhausen nam de positie over, maar kreeg ook pech. Derek Jones was nu derde maar maakte een fout en viel terug naar de vijfde positie en zo kwam Alain Michel op de derde plaats terecht. Intussen bleef Streuer achter Biland rijden tot drie ronden voor het einde. Toen kon hij zich niet meer inhouden, passeerde Biland en reed nog ruim vijf seconden van hem weg. Streuer had naar eigen zeggen wel drie seconden per ronde sneller kunnen gaan, maar vond het op deze manier "leuker voor het publiek". Michel leek derde te worden, maar kreeg in de laatste ronde een lekke band, waardoor hij als zesde over de finish ging.
Oostenrijk, Salzburgring
Egbert Streuer en Bernard Schnieders keerden met bezorgde gezichten uit de opwarmronde terug, want hun Yamaha liep niet mooi. Toch was daar bij de start niets van te merken, want meteen gingen ze voor de tweede Nederlandse combinatie Theo van Kempen/Geral de Haas als eersten van start. Van Kempen kon zich door remproblemen niet voorin het veld handhaven, maar niemand kon Streuer/Schnieders nog achterhalen, ondanks het feit dat hun machine 1.000 tpm tekort kwam. Achter hen reden Steve Webster/Tony Hewitt een eenzame race en pas om de derde plaats werd gestreden. Die ging uiteindelijk naar Alain Michel/Jean-Marc Fresc. Rolf Biland kwam bij de start heel slecht weg en liet al na een ronde zijn bougies vervangen. Daarna reed hij nog een paar ronden maar hij gaf het uiteindelijk op.
Dutch TT, Assen
De problemen die Rolf Biland in de trainingen had gehad, leken in de warming-up training voorbij. Hij reed met gemak 2"20'0 en daarmee had hij op poleposition kunnen staan. Egbert Streuer, die in de nacht van donderdag op vrijdag nog een nieuw motorblok had gemonteerd, had in de trainingen nog geen problemen gekend. Wel maakten veel coureurs zich zorgen over de bandenkeuze, want er werd getwijfeld of de Yokohama-banden het in de hitte wel vol zouden houden. Zo niet, dan zouden Avon-gebruikers zoals Alain Michel in het voordeel zijn. Na de start waren Rolf Biland/Kurt Waltisperg als eerste weg, gevolgd door Egbert Streuer/Bernard Schnieders en Alain Michel/Jean-Marc Fresc. Biland reed al voor het einde van de eerste ronde de pit in met een verbrande koppeling, waardoor Streuer aan de leiding kwam en zijn voorsprong op Michel/Fresc begon uit te bouwen. In de vierde ronde kwamen Biland/Waltisperg weer op de baan, kort achter Streuer/Schnieders, maar met drie ronden achterstand. Toch ging Biland het duel met Streuer aan. Zo herhaalde de geschiedenis zich, want tijdens de TT van 1983 had Streuer hetzelfde gedaan. Dit schijngevecht tussen Biland en Streuer was op zichzelf wel spannend, ook al ging het nergens om, maar in de rest van het gevecht vonden maar weinig duels plaats. In de elfde ronde eindigde het echter, toen de machine van Streuer er door een defecte ontsteking mee stopte. Zo kwam een enigszins verbaasde Alain Michel aan de leiding en hij won de race voor Steve Webster/Tony Hewitt en Masato Kumano/Helmut Diehl, die in de eindfase de tweeling Markus en Urs Egloff nog ingehaald hadden. Zo was het Streuer/Schnieders opnieuw niet gelukt hun thuisrace te winnen, en kwamen Michel/Fresc op gelijke hoogte in de stand om het wereldkampioenschap.
België, Spa-Francorchamps
Na de start nam Egbert Streuer al snel de leiding over van Rolf Biland en Steve Webster, maar bij het terugschakelen voor Les Combes hoorde hij al iets kraken en vervolgens had hij alleen de eerste versnelling nog over. Daarmee was zijn race voorbij, terwijl Biland halverwege de eerste ronde een fout maakte waardoor hij achterop raakte. Steve Webster kon zo samen met bakkenist Tony Hewitt zijn eerste GP-overwinning scoren, want Alain Michel/Jean-Marc Fresc drongen niet meer aan nadat ze vanuit de pit het signaal kregen dat Streuer uit de race was. Ook opmerkelijk was de derde plaats van Rolf Steinhausen en Bruno Hiller, die een heel goed weekend hadden. Ze vonden een geldschieter in de vorm van Camel en scoorden niet alleen hun eerste punten van het seizoen, maar ook meteen een podiumplaats. Rolf Biland en Kurt Waltisperg waren feitelijk de snelsten van de dag. Nadat ze waren teruggevallen naar de elfde plaats wisten ze zich naar de vierde plaats terug te vechten. Hoewel Streuer er niet zwaar aan tilde, had hij nu twaalf punten achterstand op Alain Michel en was ook Webster hem gepasseerd in het wereldkampioenschap. 
Frankrijk, Le Castellet
Rolf Biland had de beste start in de zijspanrace, maar zijn rol was al na een halve ronde uitgespeeld door een gebroken zuigerveer. Egbert Streuer en Bernard Schnieders kwamen na de eerste ronde als leiders door, gevolgd door Steve Webster/Tony Hewitt, Alain Michel/Jean-Marc Fresc en Theo van Kempen/Geral de Haas. Dat was echter niet de geplande strategie van Streuer en even later reed hij op de derde plaats achter Michel en Webster. Die laatste kon het tempo echter niet volgen en haakte af. Zo bleef Michel zeven ronden lang voor Streuer rijden, daarna nam Streuer twee ronden lang de leiding. In de voorlaatste ronde wist Michel nog een aanval van Streuer af te slaan, maar in de laatste ronde deed precies wat Bernard Schnieders al op zaterdag voorspeld had: hij remde Michel aan het einde van de Mistral Straight uit en won.
Groot-Brittannië, Silverstone
De zijspanrace op Silverstone stond op zaterdagmiddag na de 80cc-race gepland, maar omdat de lichte machientjes te veel last hadden van de enorme rukwinden werd besloten de zijspanklasse eerst te laten rijden. Steve Webster was de enige zijspanrijder die zelf hielp bij de duwstart en dat betaalde zich uit in de snelste start, terwijl de combinatie van Egbert Streuer en Bernard Schnieders even stilviel. Webster werd bijna een hele ronde achtervolgd door Rolf Biland, maar toen stak bakkenist Kurt Waltisperg zijn arm in de lucht ten teken dat de Krausermotor opnieuw was stukgegaan. Streuer/Schnieders werkten zich naar voren en passeerden Webster/Hewitt. Webster bleef achter Streuer hangen waarop die besloot de Brit dan maar op kop te laten rijden. Drie ronden voor het einde nam Streuer definitief de leiding en hij won met ruim een seconde voorsprong. Webster nam door zijn tweede plaats (en het uitvallen van Alain Michel/Jean-Marc Fresc) de leiding in het wereldkampioenschap, maar hij had slechts één punt voorsprong op Streuer. 
Zweden, Anderstorp
Na de eerste ronde van de zijspan race leidden Rolf Biland/Kurt Waltisperg voor Steve Webster/Tony Hewitt, Alain Michel/Jean-Marc Fresc en Egbert Streuer/Bernard Schnieders. Streuer nam de derde plaats over en zo bleef de volgorde ongewijzigd tot Webster/Hewitt in de achtste ronde uitvielen. In de vijftiende ronde vielen ook Biland/Waltisperg uit en Streuer liet de leiding over aan Michel. Met zes punten voorsprong in het wereldkampioenschap kon men zich een overwinning van Michel/Fresc wel veroorloven, maar in de negentiende ronde viel ook de machine van Streuer stil. Nu stonden Michel/Fresc plotseling ruim aan de leiding van het WK, acht punten voor Webster/Hewitt en negen punten voor Streuer/Schnieders. 
Baden-Württemberg, Hockenheim
Zowel voor Egbert Streuer/Bernard Schnieders als voor Steve Webster/Tony Hewitt telde in Hockenheim alleen de overwinning. Dan moesten ze ook nog hopen dat Alain Michel/Jean-Marc Fresc uit zouden vallen, want als ze de finish haalden zouden ze zeker bij de eerste vier eindigen. De problemen voor Michel begonnen feitelijk al bij de start. Hij miste de aansluiting bij de kopgroep die bestond uit Rolf Biland/Kurt Waltisperg, Streuer/Schnieders en Webster/Hewitt. Michel moest afrekenen met Frank Wrathall, Theo van Kempen, de gebroeders Zurbrügg en Masato Kumano. Hij reed geen moment op de vierde plaats die hij nodig had om wereldkampioen te worden, vooral door problemen met de D-sluiting van zijn helm, die los zat waardoor de helm op de snelle stukken omhoog kroop. Michel moest daardoor rechtop gaan zitten en verloor veel snelheid. De koplopers wisten niets van de problemen van Alain Michel en vochten om de overwinning. In de laatste ronde leidde Rolf Biland, maar in de Sachskurve zette Streuer zijn combinatie ernaast, met de stroomlijnkuip tegen die van Biland en het zijspanwiel in de berm. Het was genoeg voor de overwinning, maar bij het passeren van de streep wist hij nog niet dat hij wereldkampioen was. Eerst moest hem worden verteld dat Michel/Fresc vijfde waren geworden. Ze stonden nu gelijk op 75 punten, maar Streuer had vijf overwinningen geboekt en Michel slechts een.

### Uitslagen zijspanklasse
|   | Datum        | Race                    | Circuit           | 1e                                  | 2e                             | 3e                              | Poleposition                        | Snelste ronde                       |
| - | ------------ | ----------------------- | ----------------- | ----------------------------------- | ------------------------------ | ------------------------------- | ----------------------------------- | ----------------------------------- |
| 1 | 25 mei       | GP van Duitsland        | Nürburgring       | Egbert Streuer / Bernard Schnieders | Rolf Biland / Kurt Waltisperg  | Steve Abbott / Shaun Smith      | Rolf Biland / Kurt Waltisperg       | Egbert Streuer / Bernard Schnieders |
| 2 | 7 juni       | GP van Oostenrijk       | Salzburgring      | Egbert Streuer / Bernard Schnieders | Steve Webster / Tony Hewitt    | Alain Michel / Jean-Marc Fresc  | Egbert Streuer / Bernard Schnieders | Egbert Streuer / Bernard Schnieders |
| 3 | 28 juni      | Dutch TT                | Assen             | Alain Michel / Jean-Marc Fresc      | Steve Webster / Tony Hewitt    | Masato Kumano / Helmut Diehl    | Egbert Streuer / Bernard Schnieders | Rolf Biland / Kurt Waltisperg       |
| 4 | 6 juli       | GP van België           | Spa-Francorchamps | Steve Webster / Tony Hewitt         | Alain Michel / Jean-Marc Fresc | Rolf Steinhausen / Bruno Hiller | Rolf Biland / Kurt Waltisperg       | Rolf Steinhausen / Bruno Hiller     |
| 5 | 20 juli      | GP van Frankrijk        | Le Castellet      | Egbert Streuer / Bernard Schnieders | Alain Michel / Jean-Marc Fresc | Steve Webster / Tony Hewitt     | Alain Michel / Jean-Marc Fresc      | Steve Webster / Tony Hewitt         |
| 6 | 2 augustus   | GP van Groot-Brittannië | Silverstone       | Egbert Streuer / Bernard Schnieders | Steve Webster / Tony Hewitt    | Markus Egloff / Urs Egloff      | Rolf Biland / Kurt Waltisperg       | Egbert Streuer / Bernard Schnieders |
| 7 | 10 augustus  | GP van Zweden           | Anderstorp        | Alain Michel / Jean-Marc Fresc      | Markus Egloff / Urs Egloff     | Derek Bayley / Brian Nixon      | Rolf Biland / Kurt Waltisperg       | Steve Webster / Tony Hewitt         |
| 8 | 28 september | Baden-Württemberg       | Hockenheim        | Egbert Streuer / Bernard Schnieders | Rolf Biland / Kurt Waltisperg  | Steve Webster / Tony Hewitt     | Egbert Streuer / Bernard Schnieders | Rolf Biland / Kurt Waltisperg       |

### Eindstand zijspanklasse
| Pos. | Coureur            | Bakkenist                                                         | Merk                              | Ptn. |
| ---- | ------------------ | ----------------------------------------------------------------- | --------------------------------- | ---- |
| 1    | Egbert Streuer     | Bernard Schnieders                                                | LCR-Yamaha                        | 75   |
| 2    | Alain Michel       | Jean-Marc Fresc                                                   | Krauser-LCR-Yamaha                | 75   |
| 3    | Steve Webster      | Tony Hewitt                                                       | LCR-Yamaha                        | 71   |
| 4    | Markus Egloff      | Urs Egloff                                                        | LCR-Seel                          | 51   |
| 5    | Masato Kumano      | Helmut Diehl                                                      | LCR-Yamaha                        | 38   |
| 6    | Alfred Zurbrügg    | Martin Zurbrügg en Adolf Hänni                                    | LCR-Yamaha                        | 38   |
| 7    | Steve Abbott       | Shaun Smith en Vince Biggs                                        | Windle-Yamaha                     | 36   |
| 8    | Rolf Biland        | Kurt Waltisperg                                                   | LCR-Krauser                       | 32   |
| 9    | Derek Jones        | Brian Ayres                                                       | LCR-Yamaha                        | 29   |
| 10   | Derek Bayley       | Brian Nixon                                                       | LCR-Ricardo Z                     | 20   |
| 11   | Frank Wrathall     | Simon Birchall en Kerry Chapman                                   | LCR-Yamaha                        | 13   |
| 12   | René Progin        | Yvan Hunziker                                                     | Seymaz-Yamaha                     | 11   |
| 13   | Rolf Steinhausen   | Bruno Hiller                                                      | Busch-Yamaha / Camel-Busch-Yamaha | 10   |
| 14   | Theo van Kempen    | Geral de Haas                                                     | LCR-Yamaha                        | 8    |
| 15   | Mick Barton        | Fritz Buck, Eckart Rösinger, Gordon Rose en Vince Biggs           | LCR-Yamaha                        | 7    |
| 16   | Barry Brindley     | Chris Jones                                                       | Windle-Yamaha                     | 5    |
| 17   | Graham Gleeson     | David Elliott, Iain Colquhoun, Jean-Maurice Janin en Peter Lindén | LCR-Yamaha                        | 5    |
| 18   | Bernd Scherer      | Adolf Hänni en Wolfgang Gess                                      | BSR-Yamaha                        | 3    |
| 19   | Yoshisada Kumagaya | Kazahito Makiuchi                                                 | LCR-Yamaha                        | 1    |

### Constructeurstitel zijspanklasse
De constructeurstitel werd aan LCR-Yamaha toegekend.
1949 · 
1950 · 
1951 · 
1952 · 
1953 · 
1954 · 
1955 · 
1956 · 
1957 · 
1958 · 
1959 · 
1960 · 
1961 · 
1962 · 
1963 · 
1964 · 
1965 · 
1966 · 
1967 · 
1968 · 
1969 · 
1970 · 
1971 · 
1972 · 
1973 · 
1974 · 
1975 · 
1976 · 
1977 · 
1978 · 
1979 · 
1980 · 
1981 · 
1982 ·
1983 · 
1984 · 
1985 · 
1986 · 
1987 · 
1988 · 
1989 · 
1990 · 
1991 · 
1992 · 
1993 · 
1994 · 
1995 · 
1996 · 
1997 · 
1998 · 
1999 · 
2000 · 
2001 · 
2002 · 
2003 · 
2004 · 
2005 · 
2006 · 
2007 · 
2008 · 
2009 · 
2010 · 
2011 · 
2012 · 
2013 · 
2014 · 
2015 · 
2016 · 
2017 · 
2018 · 
2019 · 
2020 · 
2021 · 
2022 · 
2023 · 
2024 · 
2025